# Śląski Kościół Ewangelicki Augsburskiego Wyznania
Śląski Kościół Ewangelicki Augsburskiego Wyznania (cz. Slezská církev evangelická augsburského vyznání) – największy Kościół luterański w Czechach. Większość jego zborów znajduje się po czeskiej stronie Śląska Cieszyńskiego, zaś znaczącą liczbę wiernych stanowi mniejszość polska w Czechach, mieszkająca głównie na Zaolziu. Kościół odwołuje się do dziedzictwa ruchu pietystycznego, znajdując się pod silnym wpływem jego myśli i pielęgnując zdecydowanie ewangelikalną pobożność, co zbliża go do Kościołów ewangelikalnych.

## Historia

### Powstanie Kościoła i okres międzywojenny

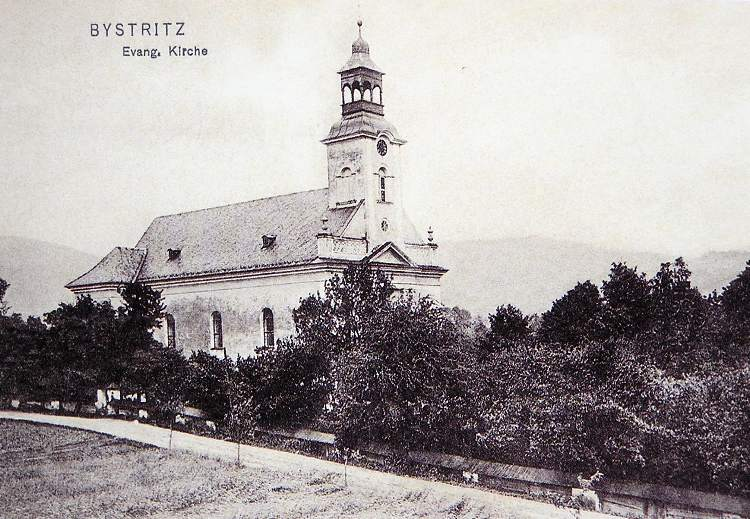
Kościół w Bystrzycy

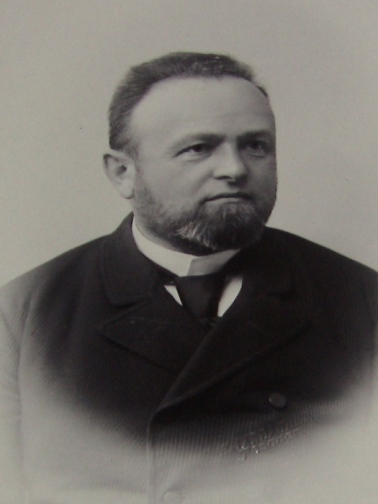
Ksiądz senior Franciszek Michejda

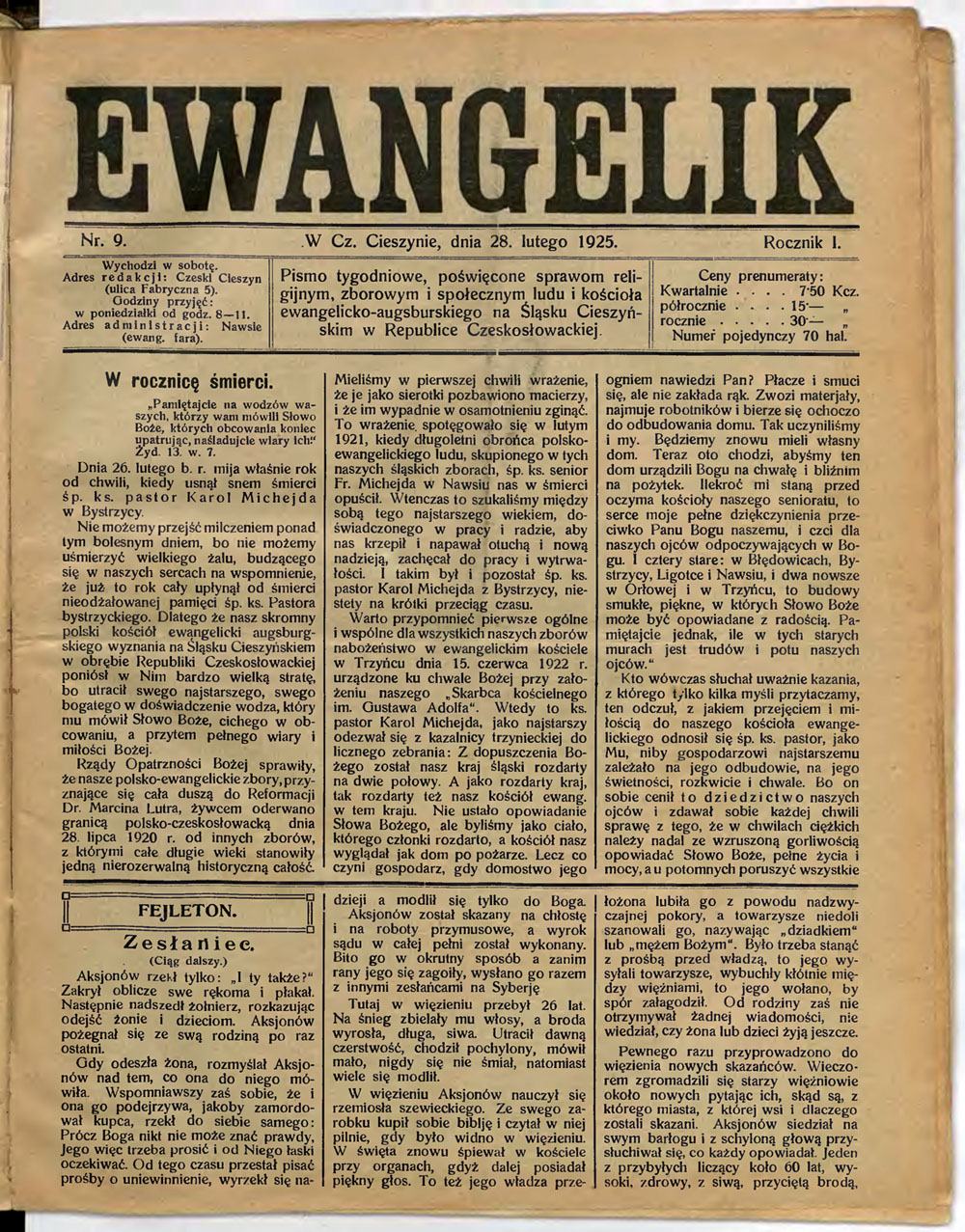
Strona tytułowa czasopisma „Ewangelik”, 28 lutego 1925 r.

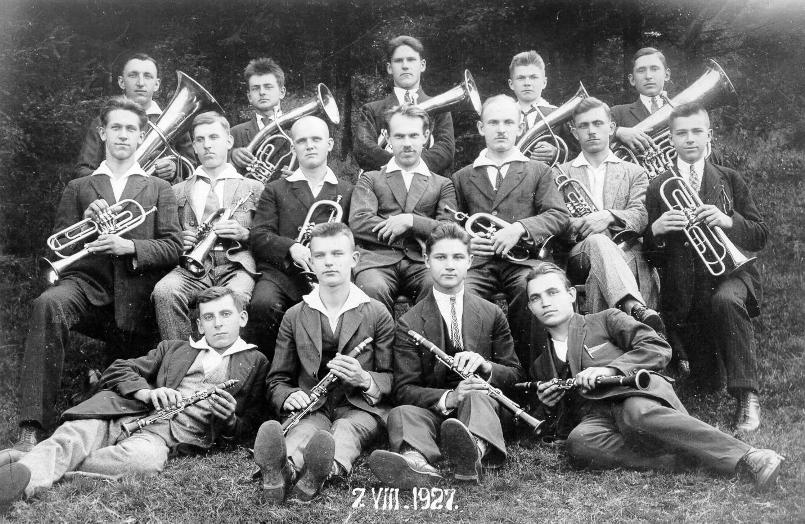
Orkiestra dęta Społeczności Chrześcijańskiej w Oldrzychowicach, 1927 r.

Po powstaniu Rady Narodowej Księstwa Cieszyńskiego w dniu 19 października 1918, parafie ewangelickie na Śląsku Cieszyńskim podporządkowały się nowej władzy i zdecydowały o zerwaniu więzi z Kościołem ewangelickim austriackiej Przedlitawii z siedzibą w Wiedniu. Z inicjatywy śląskiego duchowieństwa, 19 listopada 1918 Rada Narodowa Księstwa Cieszyńskiego zwróciła się z wnioskiem do Konsystorza Kościoła Ewangelicko-Augsburskiego w Warszawie o czasowe objęcie swoim zarządem miejscowych zborów.
Na mocy decyzji Konsystorza Kościoła Ewangelicko-Augsburskiego z dnia 16 grudnia 1918 ogłoszono przyłączenie do niego zborów na terenie Śląska Cieszyńskiego. 20 grudnia 1918 w Cieszynie odbyło się spotkanie biskupa Juliusza Burschego z przedstawicielami każdej z cieszyńskich parafii. Na zebraniu postanowiono o uznaniu Rady Narodowej Księstwa Cieszyńskiego jako jedynej władzy na tym terenie oraz zwierzchnictwa konsystorza warszawskiego.
Zbory ze Śląska Cieszyńskiego, należące uprzednio w strukturze Kościoła ewangelickiego austriackiej Przedlitawii do senioratu śląskiego superintendentury morawsko-śląskiej, utworzyły nowy seniorat śląski, działający pod administracją Kościoła Ewangelicko-Augsburskiego w RP. Seniorat obejmował parafie położone po obu stronach Olzy. Miało to jednak charakter tymczasowy, do czasu rozwiązania sporów granicznych. Na czele senioratu stanął ks. senior Franciszek Michejda.
Podział tego terenu decyzją rady ambasadorów z dnia 28 lipca 1920 pozostawił sześć zborów poza granicą Polski. Były to parafie: Błędowice, Bystrzyca, Ligotka Kameralna, Nawsie, Orłowa i Trzyniec.
Ich przedstawiciele na spotkaniu przeprowadzonym 16 sierpnia 1920 zdecydowali o zwróceniu się z prośbą do rządu w Pradze o pozwolenie na zachowanie jedności administracyjnej z parafiami na terenie Polski. Podjęto decyzję o utworzeniu Senioratu Augsburskiego Wyznania, zachowującego łączność z Konsystorzem w Warszawie, a w razie negatywnej opinii rządu czechosłowackiego zbory miały powołać do życia seniorat tworzący odrębny związek wyznaniowy – Polski Kościół Ewangelicki Augsburskiego Wyznania w Czechosłowacji.
Delegacja złożona z księży spotkała się 24 sierpnia 1920 w Pradze z Gustawem Habrmanem, ministrem szkolnictwa i oświaty narodowej oraz Tomášem Masarykiem – prezydentem kraju. Władze oznajmiły, że nie będą wpływać na wewnętrzne kwestie polskiego Kościoła w Czechosłowacji, o ile zachowa on lojalność wobec państwa. Zaniechano więc utrzymywania jedności z Kościołem ewangelickim w Polsce na rzecz koncepcji powołania nowego, samodzielnego Kościoła.
26 października 1920 ks. Franciszek Michejda wystosował pismo do rządu czechosłowackiego, w którym informował, że zbory wyznania augsburskiego na mocy własnej decyzji porzuciły formalny związek z Kościołem Ewangelicko-Augsburskim w Polsce i utworzyły niezależny Polski Kościół Ewangelicki Augsburskiego Wyznania w Czechosłowacji, co miało dać wyraz wierności władzy państwowej w Pradze. Rządzący nie przyjęli pozytywnie tej informacji. Władze zdecydowały o przyłączeniu zborów do senioratu opawskiego Niemieckiego Kościoła Ewangelickiego w Czechach, na Morawach i na Śląsku. Spotkało się to z niechęcią ze strony polskich duchownych, którzy za zwierzchnika Kościoła uznawali Franciszka Michejdę. Formalne zwierzchnictwo od 5 listopada 1920 pełnił nad nimi ks. Marcin Haase z Kościoła niemieckiego, a parafie cieszyńskie weszły w skład zarządzanego przez niego senioratu śląskiego z siedzibą w Opawie.
Po śmierci księdza Michejdy w dniu 12 lutego 1921, na czele zborów wyznania augsburskiego stanął ks. Józef Folwartschny. Wybór ten podyktowany był jego umiarkowanymi poglądami oraz związkami rodzinnymi z ks. seniorem Marcinem Haasem. Wierzono, że będzie mu łatwiej doprowadzić do utworzenia niezależnego Kościoła. Porzucono również chęć użycia określenia „polski” w nazwie nowego związku wyznaniowego. W efekcie w 1922 powołano Augsburski Kościół Ewangelicki na Wschodnim Śląsku w Czechosłowacji, który oficjalnie zarejestrowano rok później, 24 maja 1923.
Nowy Kościół napotykał wiele ograniczeń ze strony władz. Przez cały okres międzywojenny nie zaakceptowano ustawy kościelnej, a do 1925 nie otrzymywał on dotacji z budżetu państwa.
Do 1927 zwierzchnikiem Kościoła pozostawał senior Józef Folwartschny, a następnie został nim superintendent Oskar Michejda, który pełnił swoją funkcję do wybuchu II wojny światowej w 1939.
Po utworzeniu granicy na Olzie na terenie Polski pozostał budynek Kościoła Jezusowego w Cieszynie, natomiast po czechosłowackiej – większość członków zboru. Mieszany pod względem narodowym zbór w Czeskim Cieszynie utworzono w 1921. Pomiędzy ewangelikami niemieckimi, polskimi i tzw. ślązakowcami nastąpił jednak konflikt na tle narodowościowym. Władze parafii na czele z proboszczem Pawłem Zahradnikiem zaczęły dążenia do wybudowania nowego kościoła i nawiązaniu współpracy z Niemieckim Kościołem Ewangelickim w Czechach, na Morawach i na Śląsku. Polscy ewangelicy pragnęli natomiast należeć do Kościoła augsburskiego. Konflikt zakończył się w 1925 roku przyłączeniem się niemieckich i śląskich wiernych do Kościoła niemieckiego i wybudowaniem w 1927 Kościoła „Na Rozwoju”, natomiast polscy zborownicy postawili Kościół „Na Niwach”, poświęcony w 1932.
Liczba wiernych Kościoła wahała się w granicach 40-50 000 osób, co czyniło go najmniejszym ze wszystkich czechosłowackich Kościołów nurtu protestantyzmu tradycyjnego. Dominującą liczebnie grupą byli Polacy, którzy według danych ze spisu powszechnego z 1930 roku stanowili 64,5% jego członków. Czescy ewangelicy nie mieli w tym okresie wpływu na działalność Kościoła oraz udziału w jego władzach. Duchownymi byli wyłącznie księża narodowości polskiej. W administracji i innej działalności kościelnej również dominował język polski. Był on też językiem liturgicznym do 1938, a chęć wprowadzenia języka czeskiego uważano za bezpodstawną.
W 1927 zostało odnowione Stowarzyszenie Ewangelickich Niewiast, którego historia sięgała czasów przed I wojną światową. Prowadziło ono działalność charytatywną i zajmowało się zespołem domów opieki w Ligotce Kameralnej. Aktywną działalność kulturalną i oświatową prowadził Związek Ewangelickiej Młodzieży, a Towarzystwo Ewangelickie Oświaty Ludowej – społeczno-polityczną. Katechetów i księży skupiało Koło Polskich Teologów. Rozwijała się praca wydawnicza, ukazywał się „Kalendarz Ewangelicki” (później pod nazwą „Nasz Kalendarz Ewangelicki”) oraz tygodnik kościelny „Ewangelik”. Publikowano podręczniki do nauki religii szkolnej oraz nauki przedkonfirmacyjnej, wydawano broszury i zbiory kazań.

### Zajęcie Zaolzia przez Polskę
Przywódcy Kościoła bardzo pozytywnie odnieśli się do zajęcia przez Polskę tzw. Zaolzia w 1938, traktując to wydarzenie jako wyraz sprawiedliwości dziejowej. Superintendent Oskar Michejda wezwał ewangelików mieszkających na tym terenie do wytężonej pracy na rzecz ojczyzny, podkreślając pokojowe wejście wojsk. W podobnym tonie utrzymane były artykuły w „Ewangeliku”, który określał aneksję jako nastanie wolności i oswobodzenie z niewoli. 7 listopada 1938 Zgromadzenie Synodalne Augsburskiego Kościoła Ewangelickiego uchwaliło włączenie go w struktury polskiego Kościoła Ewangelicko-Augsburskiego. Parafie Kościoła zostały włączone do diecezji śląskiej KEA. Jesienią 1938 doszło też do połączenia czasopisma „Ewangelik” z wydawanym w Polsce „Posłem Cieszyńskim”, tworząc gazetę „Ewangelicki Poseł Cieszyński”.

### II wojna światowa
Po zajęciu Śląska Cieszyńskiego przez wojska niemieckie miejscowe zbory zostały włączone do Śląskiej Ewangelickiej Prowincji Kościelnej (Evangelische Kirche Provinz Schlesien), podlegającej konsystorzowi wrocławskiemu. Na czele Okręgu Cieszyn (Kirchenkreis Teschen) stanął superintendent Paweł Zahradnik, który był wcześniej duchownym Niemieckiego Kościoła Ewangelickiego w Czechach, na Morawach i na Śląsku. Nastąpiła likwidacja wszystkich dotychczasowych organizacji ewangelickich i konfiskata ich majątku. Zakazano używania języka polskiego podczas nabożeństw. Prawie wszyscy księża zostali pozbawieni stanowiska, pozostało zaledwie dwóch, którym powierzono funkcje pomocnicze. Część duchownych została uwięziona lub zesłana do obozów koncentracyjnych, jak choćby księża Oskar Michejda, Józef Berger, Władysław Fierla. W celu uniknięcia represji, część z pastorów zdecydowała się na podpisanie volkslisty. Na miejsce polskich księży sprowadzono duchownych niemieckich. Według szacunków około 500 wiernych działających aktywnie w organizacjach związanych z Augsburskim Kościołem Ewangelickim zostało zabitych w obozach.

### Lata powojenne

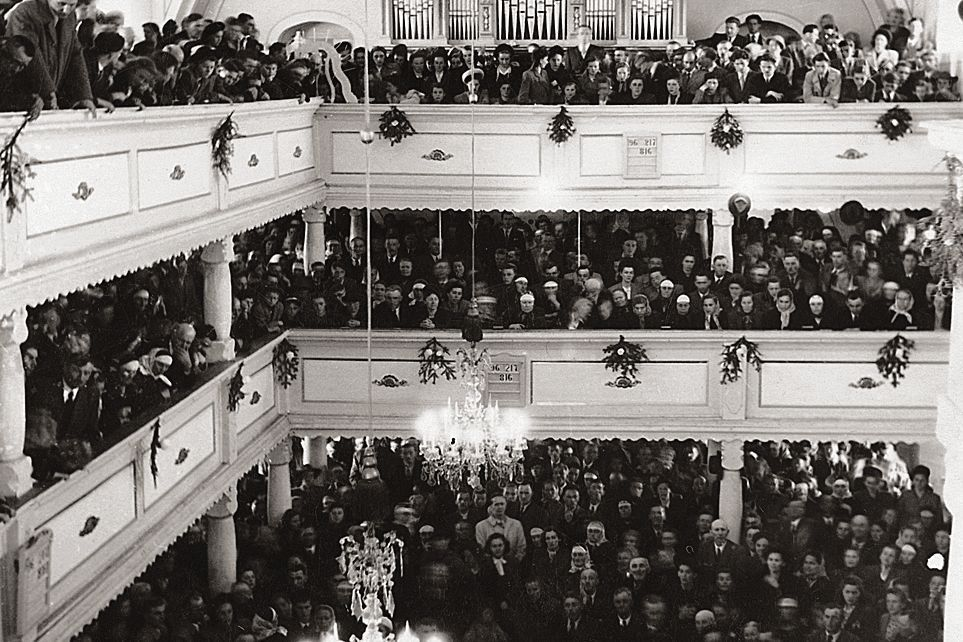
Wnętrze kościoła w Ligotce Kameralnej, 1949 r.

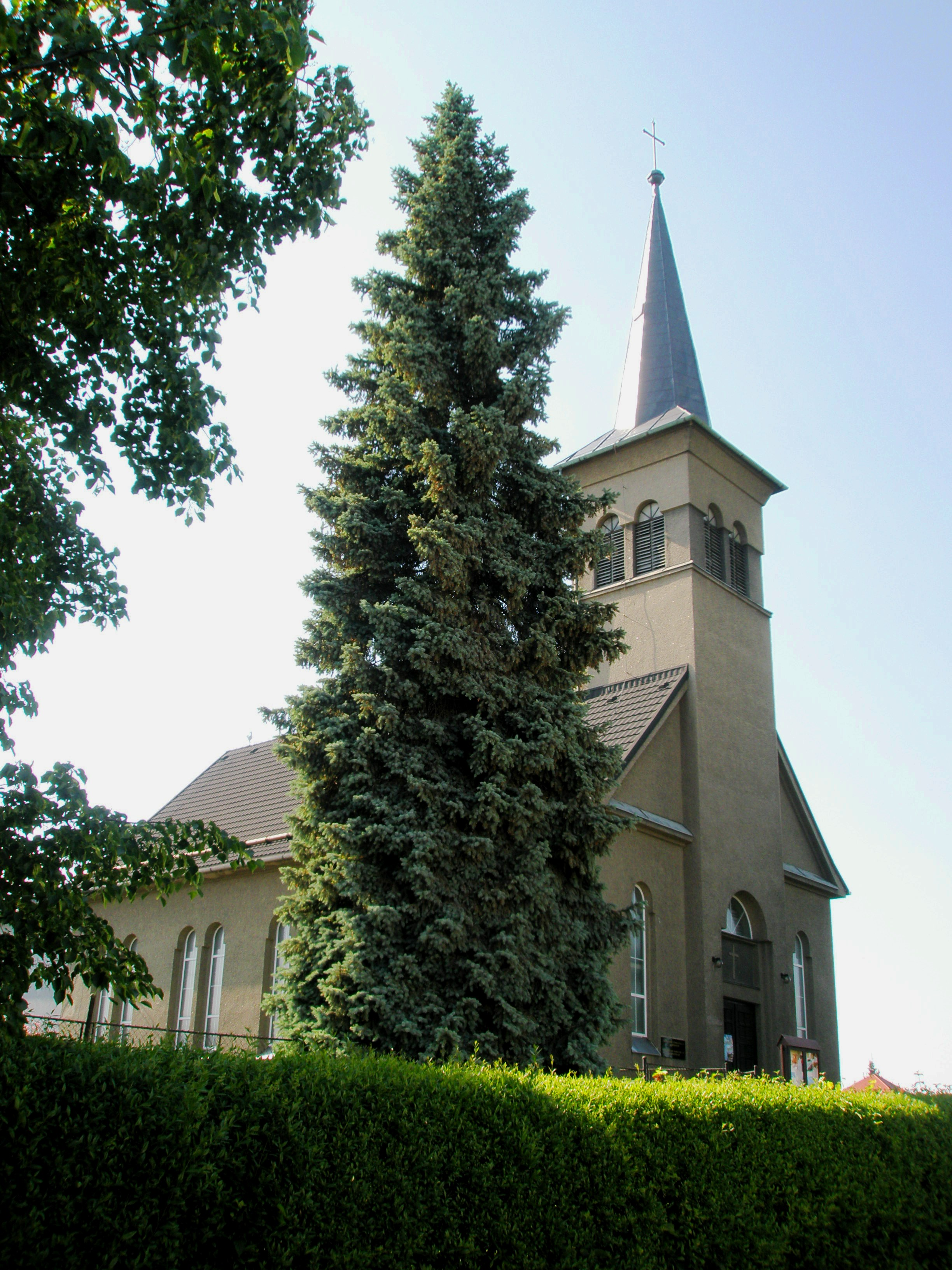
Kościół w Olbrachcicach, wybudowany w latach 1946–1948

Likwidacja Kościoła śląskiego wydawała się korzystnym rozwiązaniem dla lokalnych władz czeskich, ponieważ likwidowała problem mniejszości polskich, a instytucje czeskie zyskiwały majątek oraz dużą liczbę wiernych. Strona czeska usiłowała dowieść, że Augsburski Kościół Ewangelicki sam zrzekł się autonomii w 1938, podporządkowując się władzom Kościoła Ewangelicko-Augsburskiego w RP. Mówiono, że Kościół stanowił wcześniej narzędzie „polskiej irrendy”, charakteryzował się nacjonalizmem i antyczeskością. Przywoływano również fakt podpisania volkslisty przez część jego księży. Ewangelicki Kościół Czeskobraterski pragnął podporządkować sobie dawne zbory śląskie, z zachowaniem jednak ich językowej i wyznaniowej specyfiki. Miało być to też szansą dla dotychczasowych duchownych augsburskich do pracy w większym Kościele. Planowano pozostawienie dotychczasowych proboszczów na stanowiskach, jednak z czasem mieli być oni zastępowani przez księży czeskich i przenoszeni w głąb kraju.
Dawne kierownictwo Kościoła odpierało zarzuty dotyczące wcześniejszej działalności – dominację języka polskiego określano jako wynikającą z tradycji kościelnej oraz zdecydowanej woli większości wiernych. Przypominano, że podpisanie volkslist wiązało się z uniknięciem represji ze strony nazistów, a ich skala dotknęła ten Kościół mimo tego znacznie szerzej, niż czeskobraterski. Zaprzeczano też tezie o nieistnieniu Kościoła pod względem prawnym, gdyż decyzja o przyłączeniu zborów do polskiego Kościoła ewangelicko-augsburskiego miała zostać przyjęta w wyniku nacisku politycznego, parafie te do wybuchu wojny zachowały daleko idącą niezależność od władz centralnych w Warszawie.
Jednakże zdaniem czeskiej strony decyzja zgromadzenia o przyłączeniu się do polskiego Kościoła stanowiła dostateczną podstawę do uznania go za nieistniejący, co skutkowało mianowaniem księdza Alexandra Winklera z Ewangelickiego Kościoła Czeskobraterskiego na administratora dawnych zborów Kościoła śląskiego, które połączono w seniorat wschodniośląski. Dotychczasowych księży pozbawiono urzędów z racji zarzutów o sprzyjanie okupantowi, pełnili oni jednak swoje funkcje do czasu zapadnięcia ostatecznych decyzji. W celu zapobiegnięcia całkowitej likwidacji Kościoła podjęto interwencję u władz czeskich, jak i polskich, które określiły te wydarzenia jako przejaw dyskryminacji ludności polskiego pochodzenia. Skutkiem tego było odwołanie w lipcu 1945 księdza Winklera ze stanowiska administratora oraz zwrot majątku będącego obecnie w posiadaniu Kościoła czeskobraterskiego. Jednakże już w 1946 wydano oficjalne stanowisko księży czeskobraterskich, w którym opowiedzieli się zdecydowanie przeciwko niezależności Augsburskiego Kościoła Ewangelickiego, które ten odbierał jako działania wymierzone w jego polskość. Na początku kolejnego roku duchowni Kościoła śląskiego wydali dokument, w którym określano, że w wyniku ciągłego nieuznania prawnego samodzielności Kościoła w wyniku decyzji synodu z 1938, Kościół ten przyłączy się do czeskobraterskiego jako osobna jednostka administracyjna pod nazwą Ewangelicki Seniorat Wschodniośląski, zachowując odrębną tożsamość wyznaniową. Planowano, że językiem nabożeństw będą polski i czeski, a dotychczasowi duchowni będą mogli powrócić na stanowiska. Propozycja taka była jednak nie do przyjęcia dla strony czeskobraterskiej, której zależało na niezachowaniu struktury autonomicznej śląskich zborów. Chciano, aby parafie te utworzyły Augsburski Seniorat Kościoła Ewangelickiego na Śląsku Cieszyńskim, równorzędny z pozostałymi, na co z kolei nie chciały się zgodzić władze Kościoła śląskiego. Efektem tego rozmowy obu stron nie przynosiły żadnych rezultatów.

### Okres rządów komunistycznych

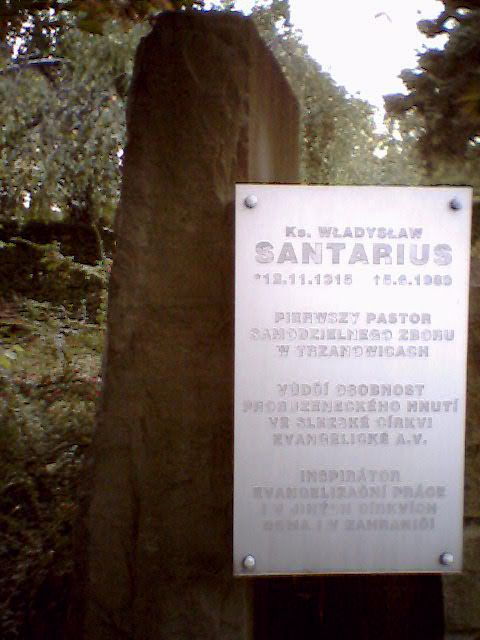
Pomnik księdza Władysława Santariusa w Trzanowicach

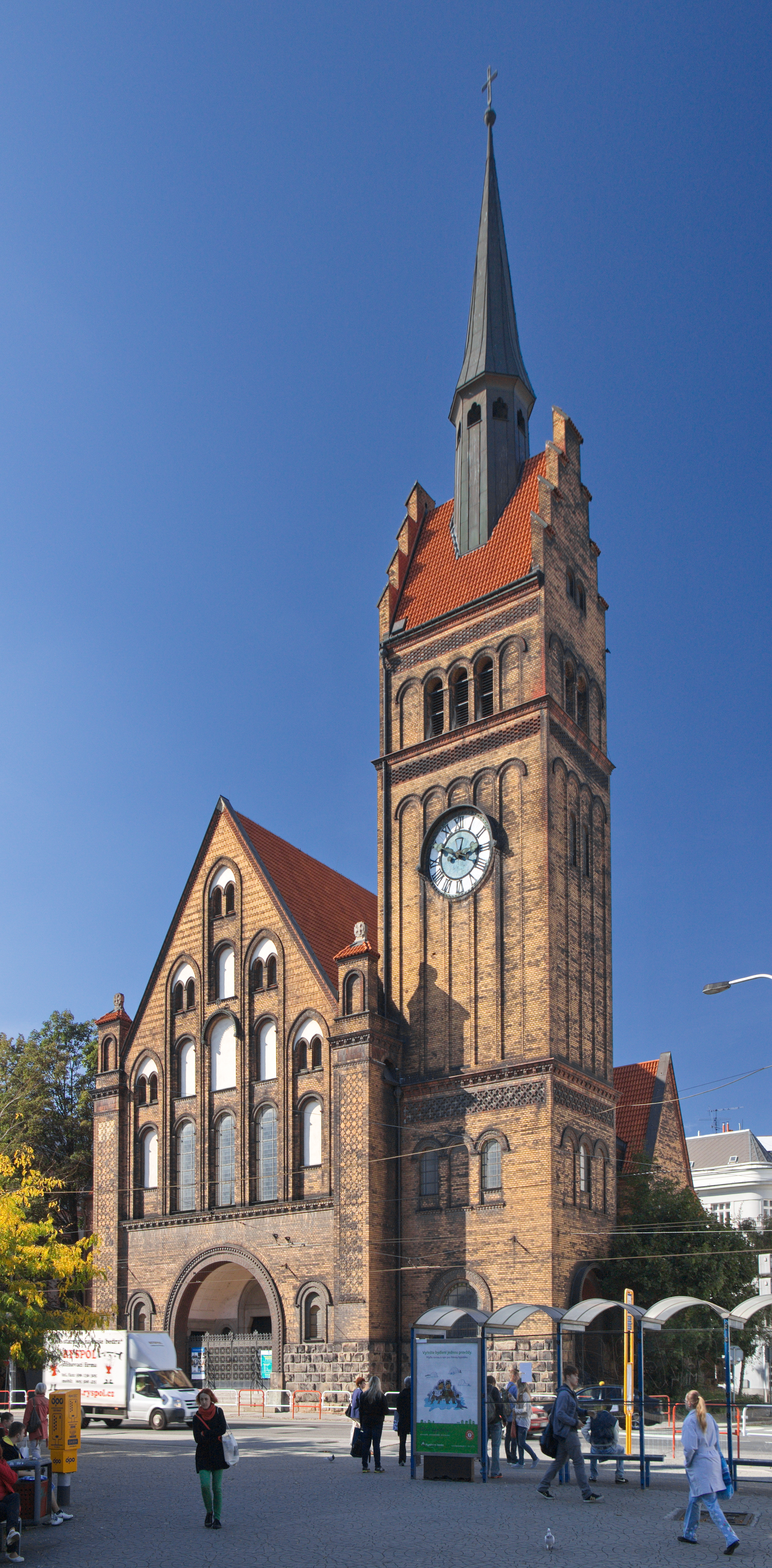
Kościół ewangelicki w Ostrawie

Dopiero po przejęciu władzy przez Komunistyczną Partię Czechosłowacji w 1948 Kościół otrzymał natychmiastową gwarancję uznania. Decyzją Ministerstwa Szkolnictwa i Oświaty z 19 maja 1948 potwierdzono istnienie Augsburskiego Kościoła Ewangelickiego, ciągłości trwania jego statutu z 1923 i pełnej jego samodzielności. Zrównywała ona go z prawami wszystkich Kościołów w Republice Czechosłowackiej.
Od tego czasu zauważalny był spadek kwestii narodowościowej w Kościele, wynikający ze znacznej asymilacji polskiej ludności oraz napływem mieszkańców innych części kraju. Również polityka państwa dążyła do wyeliminowania świadomości narodowej mniejszości. Następowała ingerencja władzy kraju w sprawy kościelne, co uniemożliwiło swobodę prowadzenia działalności religijnej, wydawniczej, czy charytatywnej. Skutkowało to zmniejszeniem się roli Kościoła augsburskiego w życiu mieszkających tam Polaków.
Po likwidacji Niemieckiego Kościoła Ewangelickiego w Czechach, na Morawach i na Śląsku Kościół augsburski otrzymał świątynie i z czasem ustanowił zbory w Ostrawie, Boguminie i Frydku-Mistku.
Pomimo trudności, planowano rozwój działalności poza granicami Śląska Cieszyńskiego. Przedłożono władzom nowy projekt ustawy kościelnej wraz z propozycją zmiany nazwy na Ewangelicki Kościół Augsburskiego Wyznania na Śląsku i Morawach. Zmiana ta nie uzyskała jednak akceptacji rządowej. W 1950 przyjęto więc nazwę Śląski Kościół Ewangelicki Augsburskiego Wyznania – Slezská církev evangelická augsburského vyznání, która oficjalnie miała nawiązywać do bogatej historii i tradycji Kościoła na tych ziemiach, a nie określać jego geograficzny obszar działalności. Nowa ustawa została zaakceptowana przez Państwowy Instytut do Spraw Kościelnych w 1951.
W trakcie przygotowań do IV Regularnego Synodu rozpoczęto dyskusję nad podzieleniem dotychczasowych zbyt dużych zborów i założeniu nowych. Zapowiedzią tego było powstanie 14 stycznia 1949 zboru w Suchej. Synod odbył się 25 czerwca 1950 i przypieczętowano na nim powstanie dziewiętnastu zborów w miejsce ośmiu i dwóch senioratów zamiast jednego, co znacznie ułatwiło pracę duszpasterską i zacieśniło związki między członkami:
- seniorat czeskocieszyński: Bystrzyca, Czeski Cieszyn, Gródek, Guty, Ligotka Kameralna, Nawsie, Olbrachcice, Oldrzychowice, Trzanowice, Trzyniec
- seniorat ostrawsko-karwiński: Błędowice, Bogumin, Karwina-Frysztat (Karwina 1), Karwina-Doły (Karwina 2), Orłowa, Ostrawa, Stonawa, Sucha, Cierlicko

Do nowo utworzonych zborów należały: Guty, Gródek, Cierlicko, Olbrachcice, Stonawa, Karwina-Frysztat, Karwina-Doły, Trzanowice i Oldrzychowice.
Prowadzone przez Kościół nabożeństwa w języku polskim były jedną z niewielu możliwości publicznego kultywowania języka polskiego i wyrażania związków z kulturą polską. Zaczynały się jednak pokazywać efekty procesu laicyzacji.
Na początku lat 50. toczył się spór o przyszłość dawnego zboru niemieckiego przy kościele „Na Rozwoju” w Czeskim Cieszynie, wtedy już zboru Ewangelickiego Kościoła Czeskobraterskiego. Tamtejszy ksiądz oraz zborownicy pragnęli połączenia go z Kościołem śląskim, dzięki czemu miałby on w mieście dwie placówki. Działania te uzyskały aprobatę śląskiego superintendenta, Józefa Bergera. Wzbudziło to jednak reakcję władz państwowych, która w obawie o wybuch konfliktu na tle narodowościowym (według tego kryterium podzielono zbór w Czeskim Cieszynie), usunęła superintendenta ze stanowiska.
W 1955 SCEAV został członkiem Światowej Rady Kościołów, a w 1956 – Światowej Federacji Luterańskiej.
W związku z brakiem wznowienia działalności Koła Ewangelickich Niewiast, prowadzenie pracy diakonijnej w ośrodkach pomocy w Ligotce Kameralnej powierzono księdzu Władysławowi Santariusowi. Krok ten poskutkował rozwojem placówek i ich modernizacją. W latach 50. działalność ośrodków obejmowała również funkcję zaplecza materiałowego i technicznego dla pracy ewangelizacyjnej. Organizowano tam zjazdy, spotkania międzynarodowe, nabożeństwa. Był to powód nieakceptowania działalności ośrodków przez władze państwowe, które zaczęły wpływać na ich pracę. W 1960 zakłady zostały upaństwowione, a działalność diakonijna ograniczona tylko do zborów.
Efektem likwidacji wszystkich stowarzyszeń wyznaniowych przez komunistów, działalność Społeczności Chrześcijańskiej została przekształcona w formę wewnętrznej misji o nazwie Misijní práce (Praca Misyjna). Ruch był jednak prześladowany przez władze, ponieważ organizował zgromadzenia religijne bez uprzedniego obowiązkowego zgłoszenia. Określano go także jako działalność antypaństwową. Kierownictwo Kościoła miało negatywny stosunek do misji, którą nazywano ruchem sekciarskim. Dyskryminowano wiernych w niej aktywnych i starano się uniemożliwiać jej działalność, co czyniono we współpracy z reżimem. Władze kościelne usunęły ze stanowiska pastora zboru w Trzanowicach księdza Santariusa, co było związane z jego wielkim zaangażowaniem w Pracę Misyjną.
„Przyjaciel Ludu”, wydawany od 1948, pozostawał organem prasowym Kościoła, jednak coraz więcej miejsca zajmowały w nim artykuły o charakterze propagandowym. Odbywało się to kosztem tekstów religijnych i dotyczącej spraw zborów. Kontynuowano też wydawanie „Kalendarza Ewangelickiego”, gdzie artykuły o tematyce społeczno-politycznej ukazywały się jednak sporadycznie.
W 1969 działalność rozpoczęła stacja kaznodziejska we Frydku-Mistku.
W latach 70. opublikowano się podręcznik do nauki konfirmacyjnej Zasady wiary, autorstwa ks. G. Szurmana oraz edycje kancjonałów polskojęzycznych. Wydawano też nielegalnie materiały do użytku Pracy Misyjnej.

### Po 1989 roku

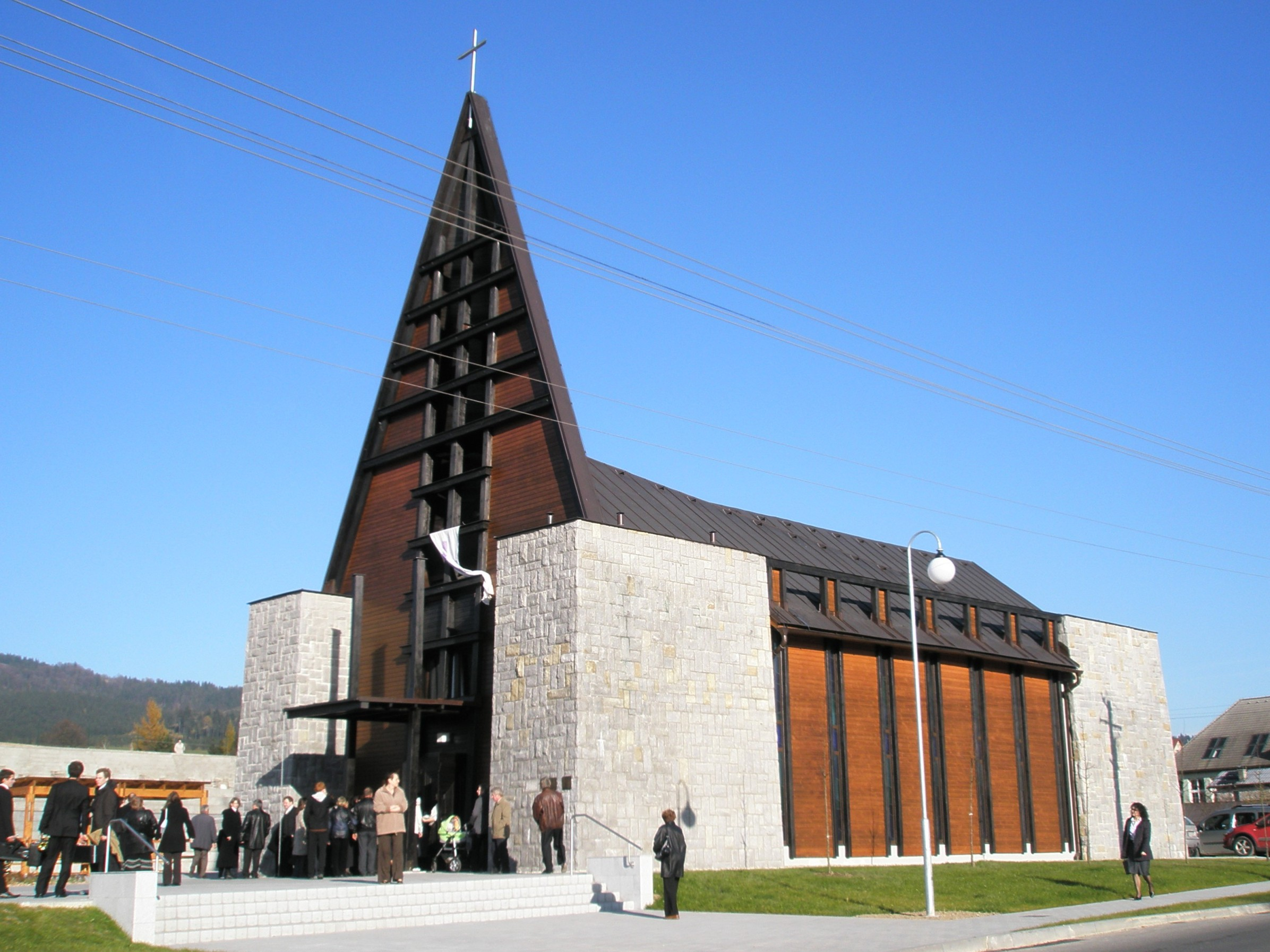
Kościół w Piosku, wybudowany w latach 2003–2010

Pełną możliwość swobodnego rozwoju działalności Kościół uzyskał po 1989, w tym dostęp do środków masowego przekazu, instytucji edukacyjnych i powstania towarzystw o charakterze społecznym i kulturalnym. Widoczny zaczął jednak być konflikt wewnętrzny w postaci rozliczenia się z postawą władz Kościoła w okresie komunizmu. Ówczesnym kierującym Kościołem (w tym biskupowi Wilhelmowi Stonawskiemu) zarzucano prowadzenie współpracy z reżimem i brak zajęcia określonego stanowiska co do działań ich poprzedników, a także nieprzeprowadzenie rehabilitacji jego dyskryminowanych wcześniej członków i blokowanie rozwoju Społeczności Chrześcijańskiej. Z drugiej strony zarzucano wprowadzanie elementów niezgodnych z tradycją Kościoła, za które uważano działalność misyjną oraz mówiono o tworzeniu podziału na „lepszych” i „gorszych” ewangelików, określanego jako krzewienie „sekciarstwa”.
W marcu 1991 zwołano nadzwyczajny synod w Trzanowicach, który dokonał wyboru nowych władz, na czele z biskupem Vladislavem Volným. Decyzja ta nie została zaakceptowana przez część wiernych oraz dotychczasowe władze Kościoła, co doprowadziło do podziału w części zborów. Kolejny synod odbył się w tym samym roku w Czeskim Cieszynie i potwierdził wszystkie uchwały marcowego zgromadzenia. Nowe władze kościelne zyskały też aprobatę Światowej Federacji Luterańskiej oraz innych czeskich Kościołów ewangelickich i państwowej administracji. W związku z tym część wiernych zdecydowała się na utworzenie nowego Kościoła, którym został Luterański Ewangelicki Kościół Wyznania Augsburskiego w Republice Czeskiej, na czele którego stanął bp Wilhelm Stonawski. Dopiero w 1997 nawiązano stosunki pomiędzy dwoma Kościołami augsburskimi.
Podczas Synodu w Ligotce Kameralnej w 1994 zdecydowano o powstaniu samodzielnego zboru we Frydku-Mistku. Kolejne nowe zbory utworzono w 2002 w Nieborach i w 2009 Piosku. Również w 2009, w wyniku szkód górniczych, przestał istnieć zbór w Karwinie-Dołach.
Od 2001 prowadzono pracę misjonarską w Bruntálu. Działalność ta koncentrowała się na pracy z dziećmi i młodzieżą oraz organizacją grupowych studiów biblijnych. Na początku 2008 została przekształcona w oficjalną stację misyjną zboru w Nieborach, posiadającą własny statut. W kontaktach zewnętrznych funkcjonowała jak stowarzyszenie obywatelskie pod nazwą Křesťanské sdružení Tesalonika (Stowarzysznie Chrześcijańskie Tesalonika). Stacja misyjna została zamknięta w 2013, a jej członkowie powołali Křesťanské společenství Tesalonika (Chrześcijańska Społeczność Tesalonika), niezwiązaną z SCEAV.

## Wiara

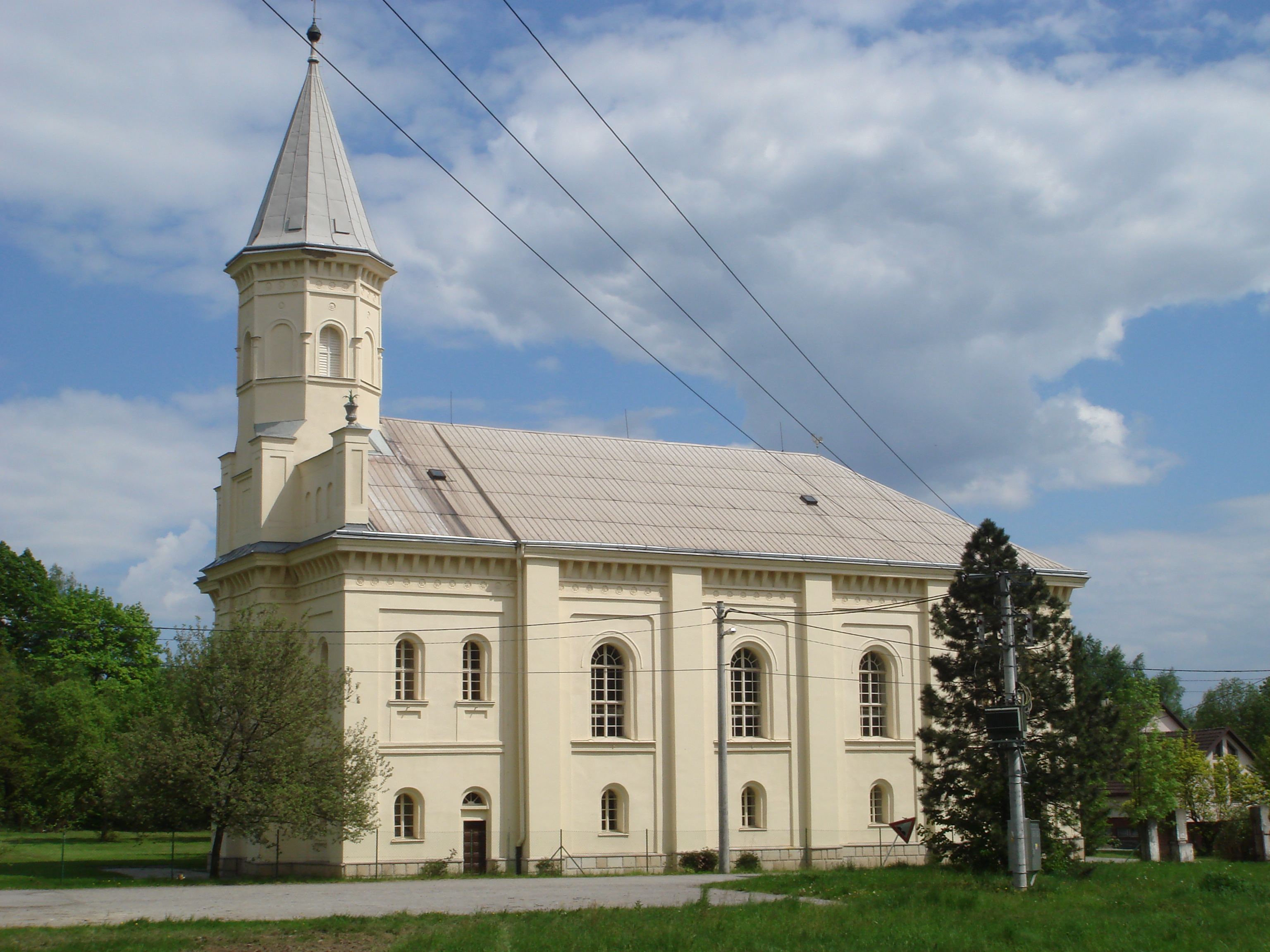
Kościół ewangelicki w Orłowej

Podstawą nauczania Śląskiego Kościoła Ewangelickiego jest Biblia, jako natchnione i nieomylne Boże słowo. Odwołuje się do dziedzictwa Reformacji i nauk apostolskich. Do najważniejszych ksiąg wyznaniowych, na których Kościół opiera swoją naukę, należą ekumeniczne wyznania wiary (apostolski symbol wiary, nicejsko-konstantynopolitańskie wyznanie wiary, atanazjańskie wyznanie wiary), Wyznanie augsburskie, Mały katechizm Marcina Lutra. Uznaje także pozostałe księgi symboliczne, które tworzą wyraz historycznej oraz duchowej kontynuacji nauczania Marcina Lutra: Obronę Wyznania augsburskiego, Artykuły szmalkaldzkie, Duży katechizm Marcina Lutra, Formułę zgody oraz Traktat o władzy i prymacie papieża. Kładzie nacisk na głoszenie dobrej nowiny o Bożej miłości i zbawieniu przez wiarę w Jezusa. Uważa się za część Kościoła Chrystusowego, ustanowionego przez samego Jezusa, który jest jego głową i sam wyznaczył jego posłanie. Ewangelizacja, misja i diakonia są dla niego przejawami żywego Kościoła.

## Struktura organizacyjna

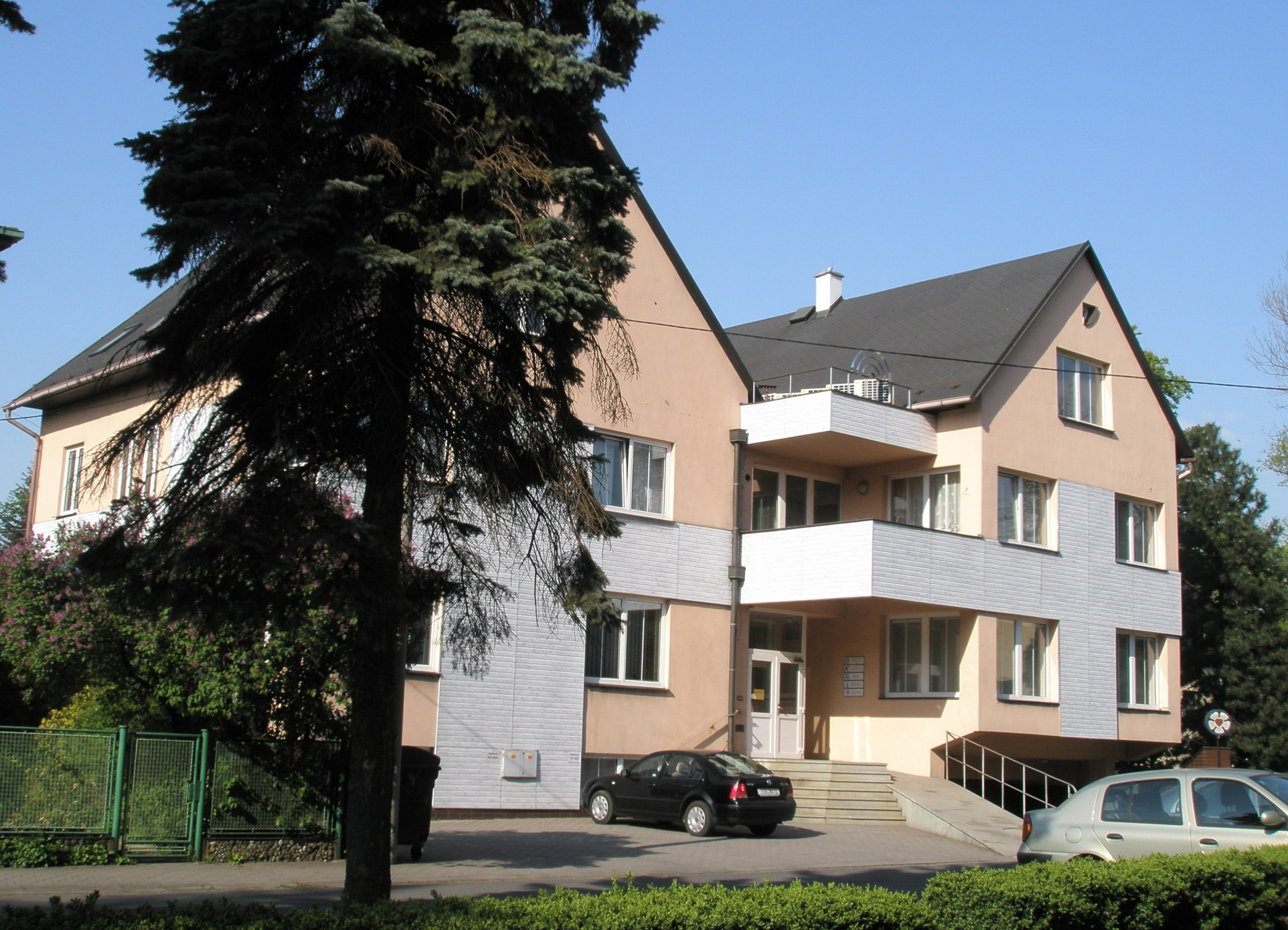
Centrum Kościoła w Czeskim Cieszynie

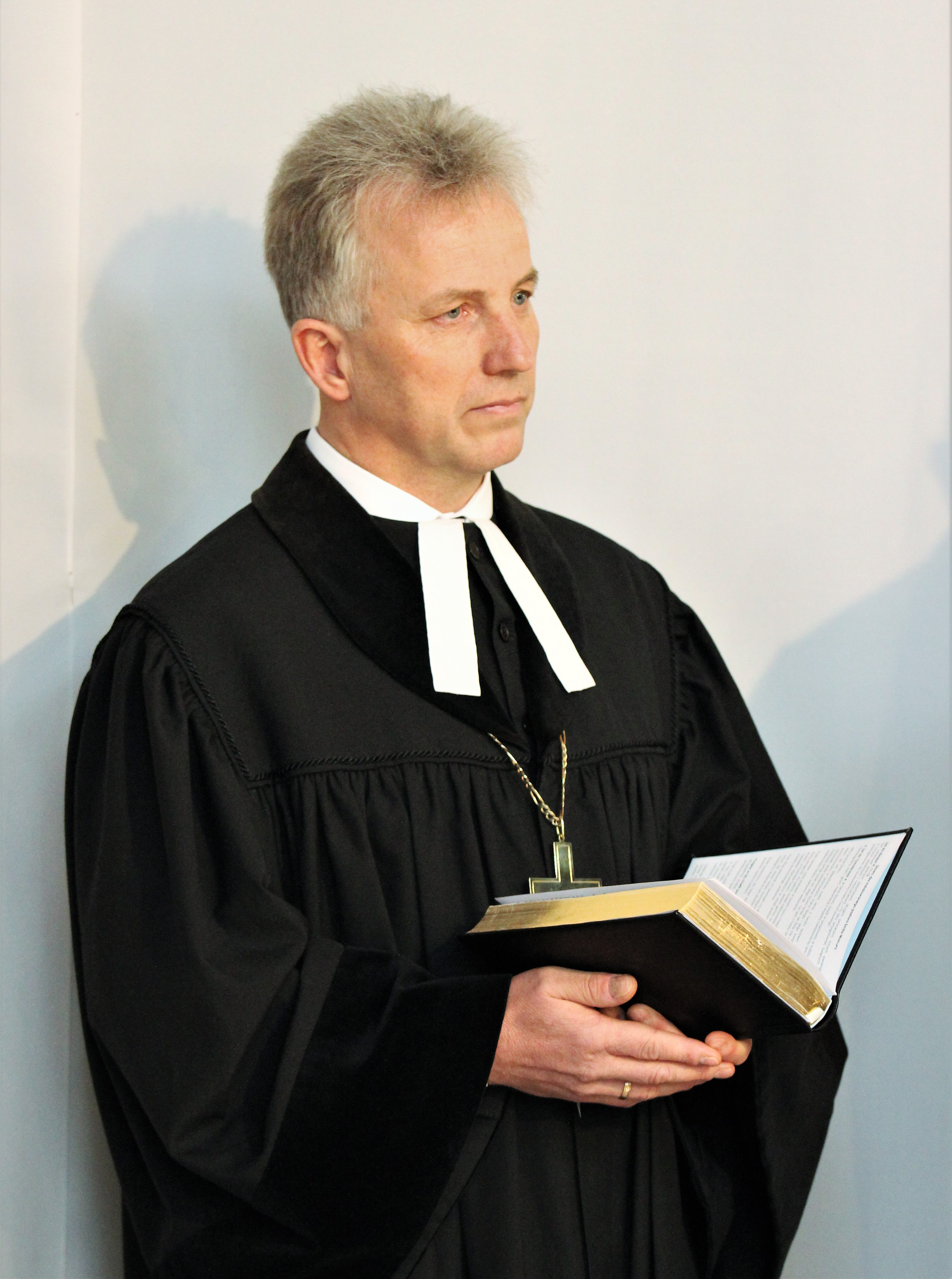
Ksiądz Tomáš Tyrlík, biskup Kościoła

Kościół zorganizowany jest według ustroju synodalno-episkopalnego. Jego najwyższym organem ustawodawczym jest Synod, który składa się z członków Rady Kościelnej, seniorów, kuratorów senioralnych, delegatów zbiorów parafialnych, duchownych i delegatów mianowanych przez inne organizacje kościelne. Kompetencje Synodu obejmują praktycznie wszystkie obszary działalności Kościoła. Przez Synod wybierana jest też Rada Kościoła, która jest jego najwyższym organem wykonawczym, natomiast najwyższym przedstawicielem pozostaje biskup, wybierany decyzją Synodu. Biskup reprezentuje Kościół w kontaktach zewnętrznych, a także odpowiada za pozostałe kwestie, które nie leżą w zakresie Synodu i Rady Kościoła. Obecnie funkcję tę pełni Tomáš Tyrlík.
Centrala Kościoła położona się w Czeskim Cieszynie. Odpowiada za działalność Kościoła pod względem ekonomicznym i reprezentacyjnym. Znajduje się tam sekretariat oraz dział ekonomiczny. Sekretariat zajmuje się relacjami zewnętrznymi i podlega biskupowi, natomiast dział gospodarczy podporządkowany jest sekretarzowi Kościoła. Centrala mieści biuro rzecznika prasowego oraz redakcję czasopisma „Přítel – Przyjaciel”.
Zbór jest podstawową jednostką administracyjną Kościoła. Do jego organów należą.
- zgromadzenie zborowe – najwyższy organ ustawodawczy zboru, tworzony przez wszystkich jego członków po ukończeniu 18 roku życia, decyduje o wszelkich kwestiach związanych z jego funkcjonowaniem, jak choćby dysponowanie majątkiem zboru, wybór pastora i prezbiterów, zmiana granic zboru.
- pastor (administrator) – prowadzi funkcje duchowne, wybierany przez zgromadzenie zborowe
- kurator
- prezbiterstwo – najwyższy organ wykonawczy zboru, jego członkami są duchowni i katecheci pracujący w zborze oraz prezbiterzy, wybrani przez zgromadzenie zborowe

Poszczególne zbory zorganizowane są w senioraty, co ma na celu współpracę zrzeszonych w nich zborów na płaszczyźnie religijnej, diakonijnej, ewangelizacyjnej, katechetycznej i misyjnej. Obecnie Kościół podzielony jest na 5 senioratów obejmujących 21 zborów:
- seniorat cieszyńsko-hawierzowski: Cierlicko, Czeski Cieszyn, Hawierzów-Błędowice, Hawierzów-Sucha, Olbrachcice;
- seniorat frydecki: Frydek-Mistek, Ligotka Kameralna, Trzanowice
- seniorat jabłonkowski: Bystrzyca, Gródek, Nawsie, Piosek;
- seniorat ostrawsko-karwiński: Bogumin, Karwina, Orłowa, Ostrawa, Stonawa;
- seniorat trzyniecki: Guty, Niebory, Oldrzychowice, Trzyniec;

Do 1998 istniały jedynie dwa senioraty: seniorat górny, obejmujący 12 zborów i seniorat dolny – 7 zborów. Decyzję o nowym podziale administracyjnym Kościoła podjęto w celu lepszej organizacji współpracy między zborami wchodzącymi w skład poszczególnych senioratów, a także stworzenie warunków do przekształcania się stacji kaznodziejskich w filiały, a później samodzielne parafie. Podczas Synodu w 2000 oceniono, że nowa struktura przyczynia się do większej aktywności zborów.
Działają również trzy stacje misyjne, w których prowadzone są nabożeństwa:
- „K4 Šumbark” (Hawierzów-Szumbark)[53]
- „Kompas Poruba” (Ostrawa-Poruba)[54]
- „MOlo Olomouc” (Ołomuniec)[55]

## Wierni

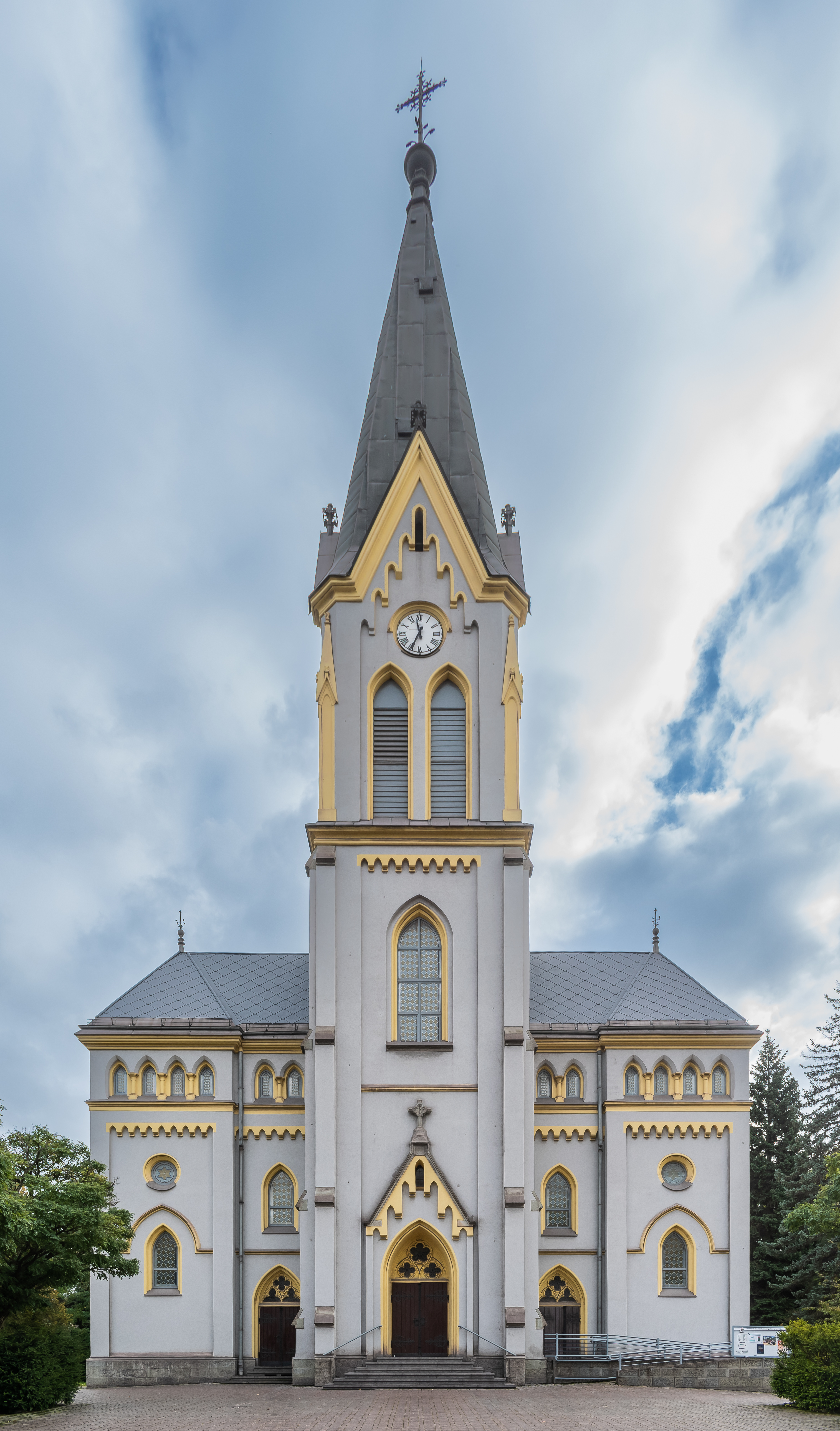
Kościół ewangelicki w Trzyńcu

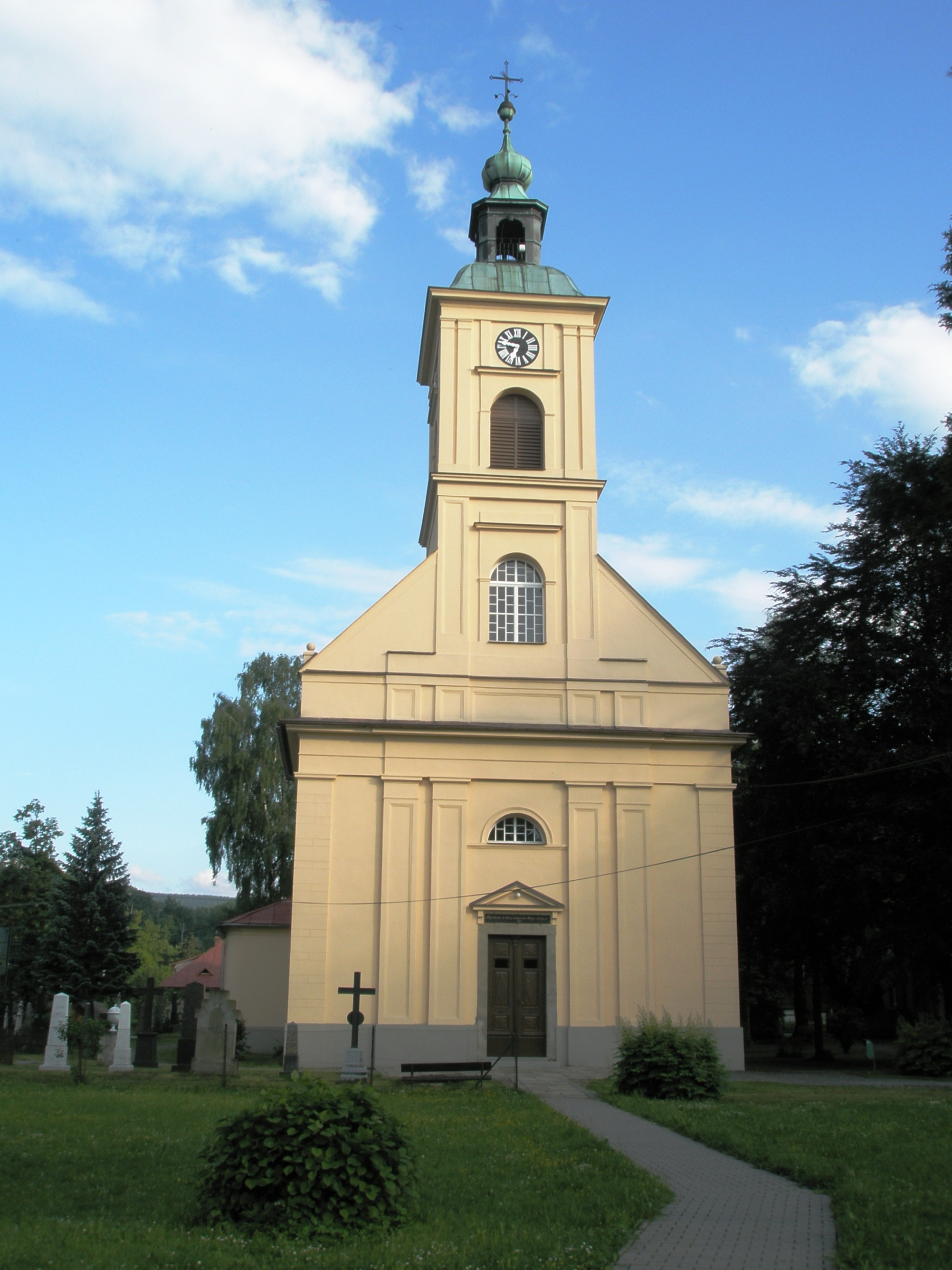
Kościół ewangelicki w Ligotce Kameralnej

### Liczba członków
Według spisu powszechnego z 2021 SCEAV liczył 7082 członków, natomiast we wcześniejszym spisie z 2011 było to 8158 osób. Nie jest to jednak wartość, którą można uznać za faktyczną liczbę wiernych. Przyczyną jest sytuacja podobna do tej przy spisie w 2001, kiedy to część członków Kościoła zadeklarowała przynależność do Ewangelickiego Kościoła Augsburskiego Wyznania w Republice Czeskiej, który ma charakter słowacki i nigdy nie rozwijał swojej działalności na Śląsku Cieszyńskim ani nie posiada tam żadnego zboru. Pomimo tego jako członków ECAV uznało się wtedy kilkanaście tysięcy mieszkańców czeskiego Śląska, przy czym liczba członków SCEAV skurczyła się o również kilkanaście tysięcy. Pomyłka spowodowana była przede wszystkim bardzo podobnym brzmieniem obu nazw, a także niedopatrzeniami rachmistrzów spisowych i słabej więzi części wiernych ze SCEAV, którzy nie znają jego dokładnej nazwy. Według statystyki kościelnej na dzień 31 grudnia 2020 faktyczna liczba członków Ślaskiego Kościoła Ewangelickiego wynosiła 14 959 osób.
| Zbór                | Liczba wiernych | Liczba wiernych | Liczba wiernych | Liczba wiernych | Liczba wiernych | Seniorat                |
| Zbór                | 2019            | 2020            | 2021            | 2022            | 2023            | Seniorat                |
| ------------------- | --------------- | --------------- | --------------- | --------------- | --------------- | ----------------------- |
| Bogumin             | 105             | 105             | 109             | 111             | 113             | ostrawsko-karwiński     |
| Bystrzyca           | 540             | 554             | 568             | 567             | 573             | jabłonkowski            |
| Cierlicko           | 246             | 248             | 250             | 252             | 255             | cieszyńsko-hawierzowski |
| Czeski Cieszyn      | 589             | 547             | 550             | 550             | 573             | cieszyńsko-hawierzowski |
| Frydek-Mistek       | 113             | 112             | 114             | 111             | 111             | frydecki                |
| Gródek              | 193             | 191             | 189             | 192             | 195             | jabłonkowski            |
| Guty                | 265             | 370             | 384             | 380             | 365             | trzyniecki              |
| Hawierzów-Błędowice | 1611            | 1611            | 1120            | 1020            | 1020            | cieszyńsko-hawierzowski |
| Hawierzów-Sucha     | 327             | 325             | 323             | 326             | 256             | cieszyńsko-hawierzowski |
| Karwina             | 1051            | 1047            | 1040            | 1036            | 1034            | ostrawsko-karwiński     |
| Ligotka Kameralna   | 1116            | 1116            | 1039            | 1054            | 1059            | frydecki                |
| Nawsie              | 2381            | 2414            | 2463            | 2470            | 2470            | jabłonkowski            |
| Niebory             | 160             | 160             | 160             | 160             | 148             | trzyniecki              |
| Olbrachcice         | 320             | 316             | 311             | 300             | 290             | cieszyńsko-hawierzowski |
| Oldrzychowice       | 1329            | 1350            | 1348            | 1296            | 1315            | trzyniecki              |
| Orłowa              | 950             | 850             | 790             | 490             | 372             | ostrawsko-karwiński     |
| Ostrawa             | 390             | 390             | 392             | 391             | 389             | ostrawsko-karwiński     |
| Piosek              | 347             | 342             | 300             | 300             | 300             | jabłonkowski            |
| Stonawa             | 99              | 97              | 93              | 95              | 97              | ostrawsko-karwiński     |
| Trzanowice          | 666             | 654             | 649             | 644             | 643             | frydecki                |
| Trzyniec            | 2172            | 2160            | 2159            | 2174            | 2175            | trzyniecki              |
| RAZEM               | 14 970          | 14 959          | 14 351          | 13 919          | 13 753          |                         |

### Narodowości
Pomimo wcześniejszego zdecydowanie polskiego charakteru, obecnie większość wiernych stanowią Czesi. Według spisu powszechnego z 2011 stanowili 51,62% członków Kościoła, przy 33,29% osób narodowości polskiej.
| Rok spisu | Liczba wiernych | Narodowość wiernych | Narodowość wiernych | Narodowość wiernych | Narodowość wiernych | Narodowość wiernych | Narodowość wiernych | Narodowość wiernych | Narodowość wiernych | Narodowość wiernych      | Narodowość wiernych      |
| Rok spisu | Liczba wiernych | czeska              | czeska              | polska              | polska              | niemiecka           | niemiecka           | słowacka            | słowacka            | inna / nie odpowiedziało | inna / nie odpowiedziało |
| --------- | --------------- | ------------------- | ------------------- | ------------------- | ------------------- | ------------------- | ------------------- | ------------------- | ------------------- | ------------------------ | ------------------------ |
| Rok spisu | Liczba wiernych | liczba              | %                   | liczba              | %                   | liczba              | %                   | liczba              | %                   | liczba                   | %                        |
| 1930      | 46 777          | 16 121              | 34,46               | 30 115              | 64,47               | 497                 | 1,07                | –                   | –                   | 4                        | 0,0                      |
| 1950      | 57 741          | 35 803              | 62,00               | 21 227              | 36,76               | 225                 | 0,39                | 407                 | 0,71                | 79                       | 0,14                     |
| 1991      | 33 130          | 20 641              | 62,36               | 9 404               | 28,39               | 147                 | 0,44                | 742                 | 2,24                | 2 196                    | 6,57                     |
| 2001      | 14 020          | 9 113               | 64,18               | 4 252               | 29,94               | –                   | –                   | –                   | –                   | 835                      | 5,88                     |
| 2011      | 8 158           | 4 211               | 51,62               | 2 716               | 33,29               | 10                  | 0,12                | 74                  | 0,90                | 1 147                    | 14,06                    |

## Dwujęzyczność Kościoła
Śląski Kościół Ewangelicki oficjalnie ma charakter czesko-polski. Pełne prawa co do używania języka polskiego są zagwarantowane pomimo znacznej przewagi wiernych czeskojęzycznych. Używana jest dwujęzyczna nazwa Kościoła, a obowiązkiem duchownych jest opanowanie obu języków, bez względu na jego narodowość. W związku z tym księża jeden rok studiów odbywają na Chrześcijańskiej Akademii Teologicznej w Warszawie. Również językiem odprawianych nabożeństw są zarówno czeski, jak i polski. Według danych na 2000 rok 37% wszystkich nabożeństw w kościele prowadzono w języku polskim, 42% w czeskim, a 21% nabożeństw było dwujęzycznych. Jedynie w zborach Ostrawie i Frydku nabożeństwa prowadzono wyłącznie w języku czeskim. Dwujęzyczne są też inne aktywności kościelne, jak szkółki niedzielne czy nauka konfirmacyjna. Również publikacje wydawane są w obu językach. Taka sama sytuacja panuje w różnych formach pracy charytatywnej, misyjnej i kulturalno-oświatowej.

## Organizacje kościelne

### Diakonia Śląska

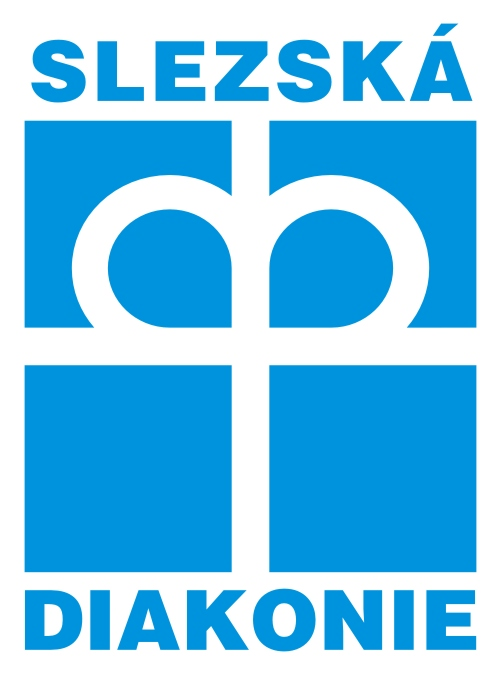
Logo Diakonii Śląskiej

Diakonia Śląska (Slezská diakonie) powstała w 1990 jako kontynuacja pracy zapoczątkowanej na początku XX wieku przez Karola Kulisza. Zadaniem Śląskiej Diakonii jest organizacja opieki duchowej, materialnej i medycznej nad osobami starszymi, chorymi, czy samotnymi. Prowadzone są domy azylowe dla osób bezdomnych, gdzie mogą one uzyskać nocleg i wyżywienie. Działa sekcja poradnictwa i misji miejskiej, zajmująca się ofiarami przemocy. Praca skupia się również na pedagogice specjalnej. Pomoc i opieka nad osobami starszymi realizowana jest w każdej z parafii. W 1996 wyodrębniono Stowarzyszenie Przyjaciół Diakonii Śląskiej. Obecnie działa 20 oddziałów diakonii.

### Społeczność Chrześcijańska

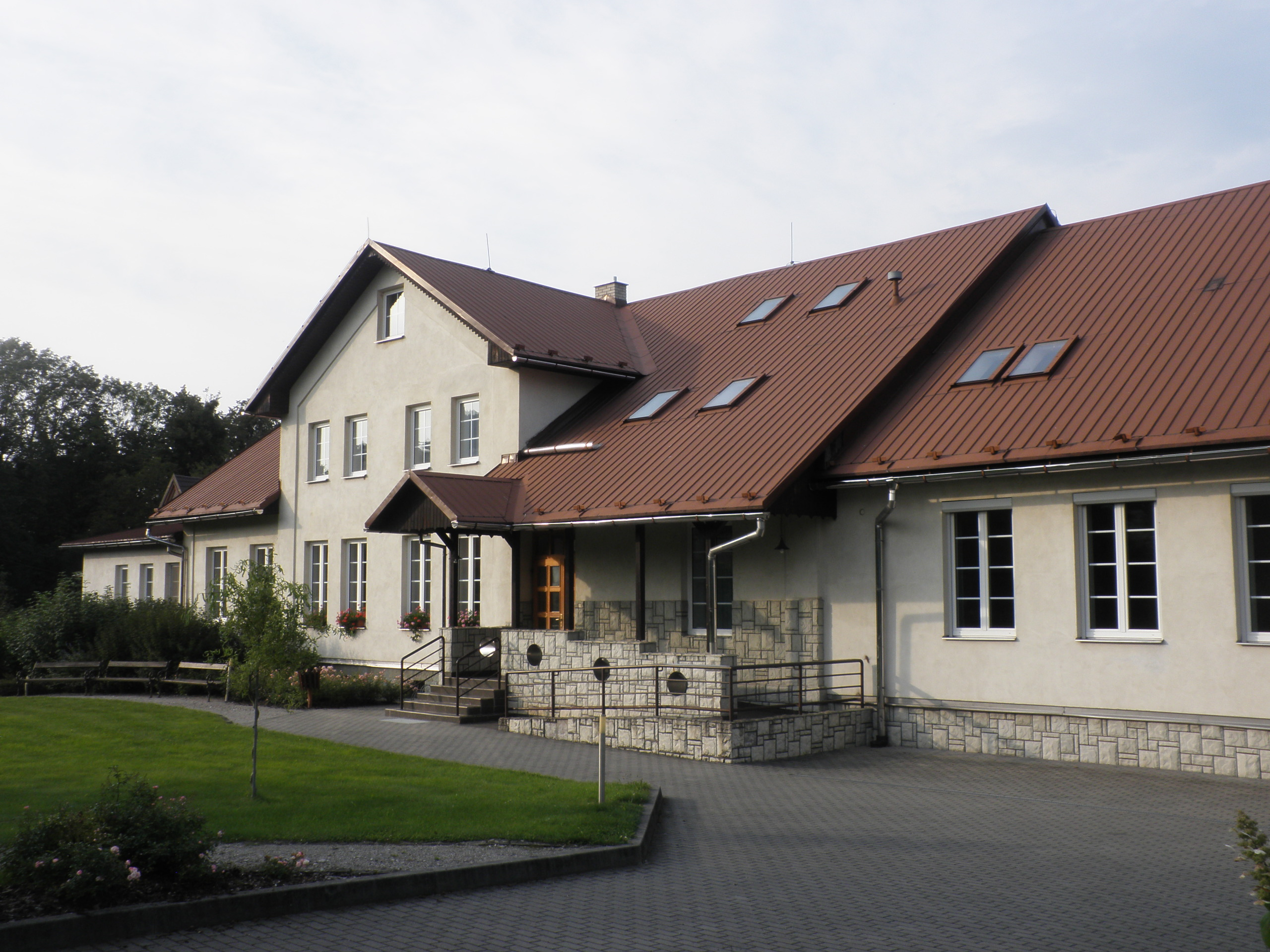
Ośrodek Społeczności Chrześcijańskiej Karmel w Śmiłowicach

Do rejestracji organizacji Křesťanské společenství / Społeczność Chrześcijańska doszło w 1991. Jest to wewnątrzkościelny ruch misyjny, mający jednak własną strukturę organizacyjną. Nawiązuje do tradycji ruchu pietystycznego i działalności misyjnej Władysława Santariusa. Do jej głównych celów należy prowadzenie działalności ewangelizacyjnej i misyjnej, nauczanie biblijne, realizowanie powszechnego kapłaństwa wszystkich wierzących. Zwraca się uwagę na indywidualną pobożność każdego członka społeczności. Znaczny odsetek członków organizacji stanowią osoby narodowości polskiej. Organizowane są spotkania młodzieży o charakterze międzywyznaniowym, produkowane są filmy i programy o tematyce religijnej nadawane w telewizji lokalnej. Społeczność Chrześcijańska prowadzi letnie obozy ewangelizacyjne.

### Towarzystwo Ewangelickie
Powstałe w 1991 Towarzystwo Ewangelickie w Republice Czeskiej / Evangelická společnost v České republice zajmuje się propagowaniem tradycji i historii Kościoła ewangelickiego, gromadzeniem materiałów archiwalnych, rozwijaniem działalności wydawniczej i publikacyjnej, organizowaniem akcji kulturalnych i oświatowych, pomocą w działaniach charytatywnych i udzielaniem pomocy socjalnej oraz prawnej. Przygotowywane przez towarzystwo publikacje traktują w dużym stopniu o historii Kościoła ewangelickiego. Zajmuje się ono przygotowaniem audycji Głos chrześcijan w radiu ČRo Ostrava, bierze udział w realizacji programów telewizyjnych o tematyce religijnej. Akcentuje polski charakter Kościoła i podejmuje starania na rzecz jego podtrzymania.

### Centrum Ewangelizacyjne „M.I.S.E.”
W 2011, jako kontynuacja projektu MISE rozpoczętego sześć lat wcześniej, działalność rozpoczęło Centrum Ewangelizacyjne „M.I.S.E.” (Evangelizační centrum M.I.S.E.). Jest to organizacja misyjna działająca we współpracy z Społecznością Chrześcijańską, której zadaniem jest pomoc w jednostkom i zborom należącym do SCEAV w ich pracy oraz rozwoju działalności w nowych miejscach. Organizacja prowadzi konferencje i spotkania modlitewne, warsztaty misyjne, niedziele misyjne w ramach rozwoju społeczności, kluby ewangelizacyjne, naukę języka angielskiego, zajęcia sportowe i grupy studenckie.

## Działalność kulturalna i sportowa

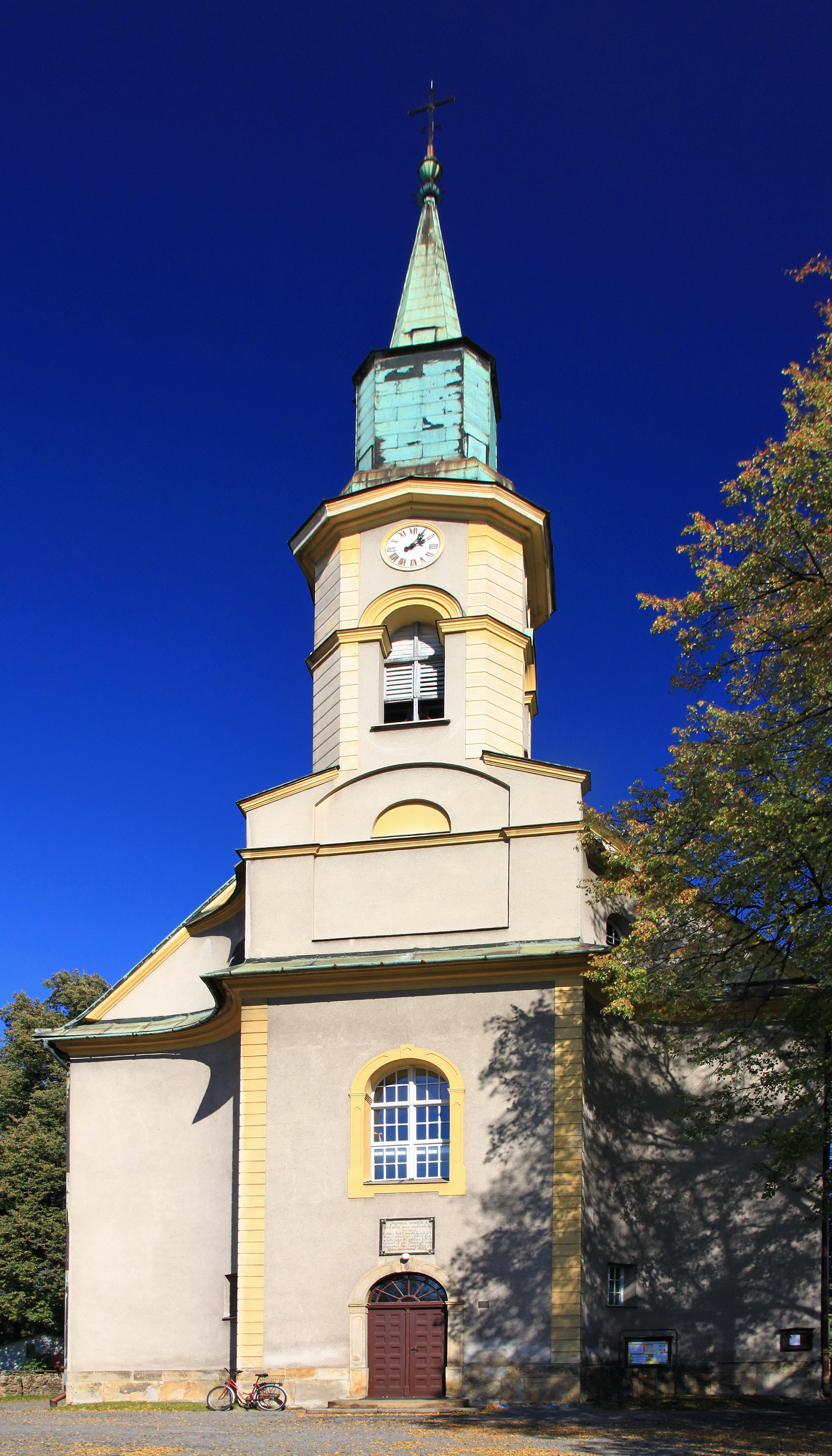
Kościół ewangelicki w Nawsiu

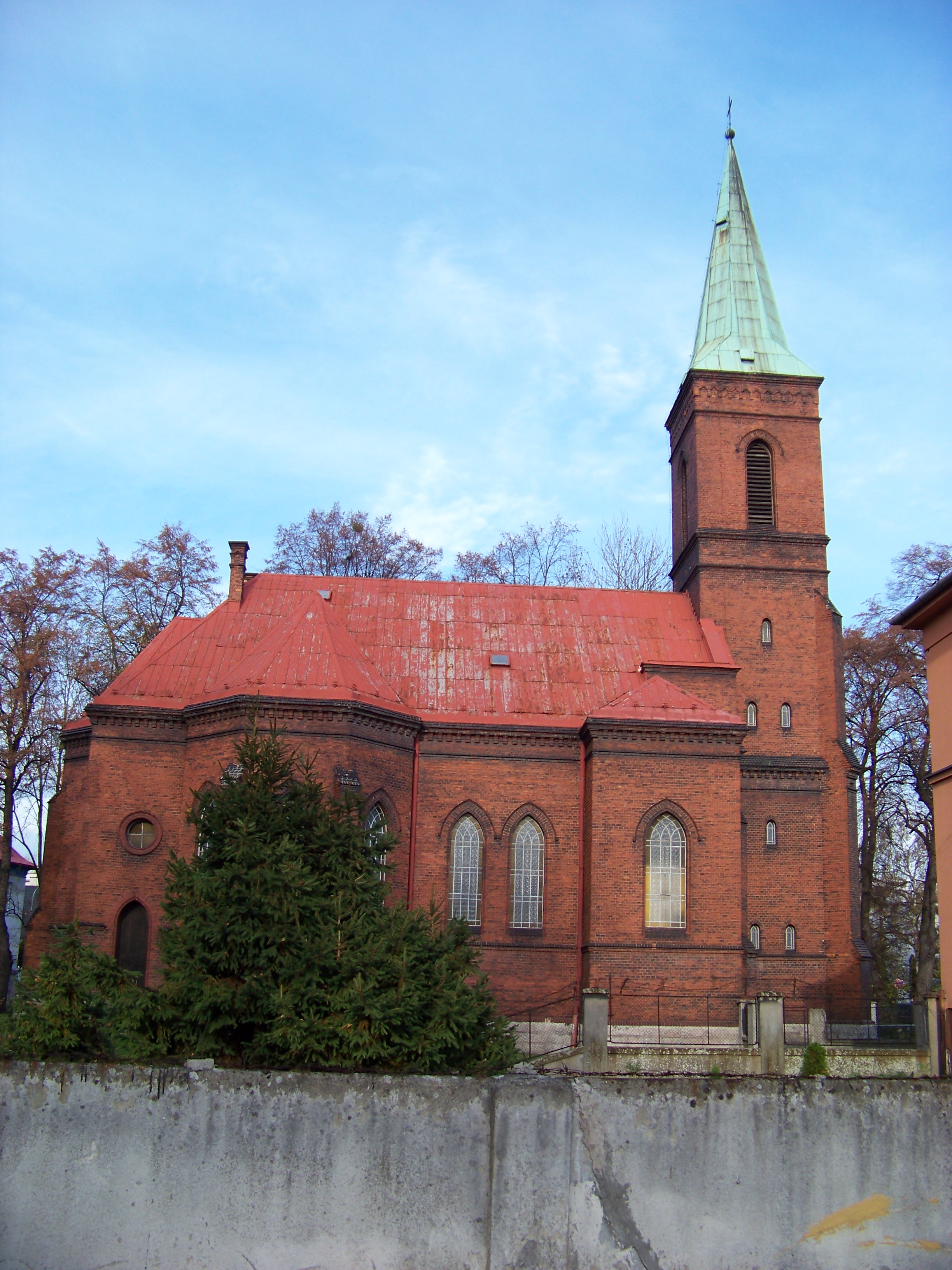
Kościół ewangelicki w Boguminie

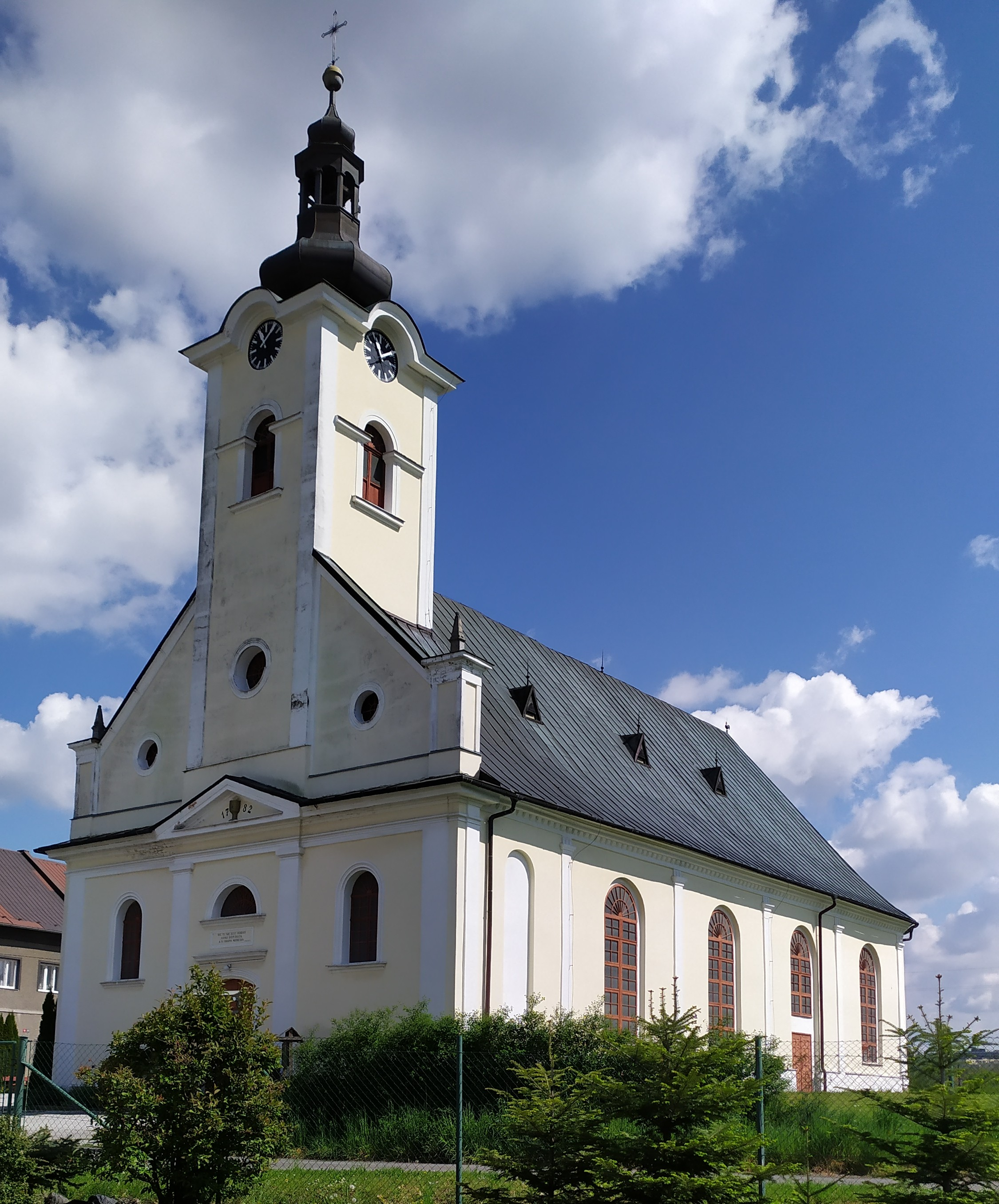
Kościół ewangelicki w Hawierzowie-Błędowicach

Poszczególne parafie współpracują z instytucjami kulturalno-oświatowymi przy wspólnej organizacji projektów dla szerokiej publiczności. Są to festiwale, konkursy i przeglądy, wśród których przeważają działania o charakterze amatorskimi promujące twórców lokalnych i regionalnych. Przy współpracy z Towarzystwem Ewangelickim organizowane są imprezy muzyczne oraz przedstawienia teatralne. Wiele projektów adresowane jest do młodzieży, są to między innymi amatorskie przedstawienia teatralne, recytacje, konkursy, występy wokalno-muzyczne i inne aktywności mające na celu zagospodarowanie ich czasu wolnego, co ma na celu zapobieganie przemocy, wandalizmowi, narkomanii i alkoholizmowi wśród młodzieży. W formie turniejów i gier prowadzone są zajęcia sportowe oraz ogólnokościelna olimpiada, organizuje się wycieczki krajoznawcze oraz letnie kolonie. Kościół prowadzi szkolenia dla nauczycieli i animatorów pracy kulturalno-oświatowej.

## Edukacja

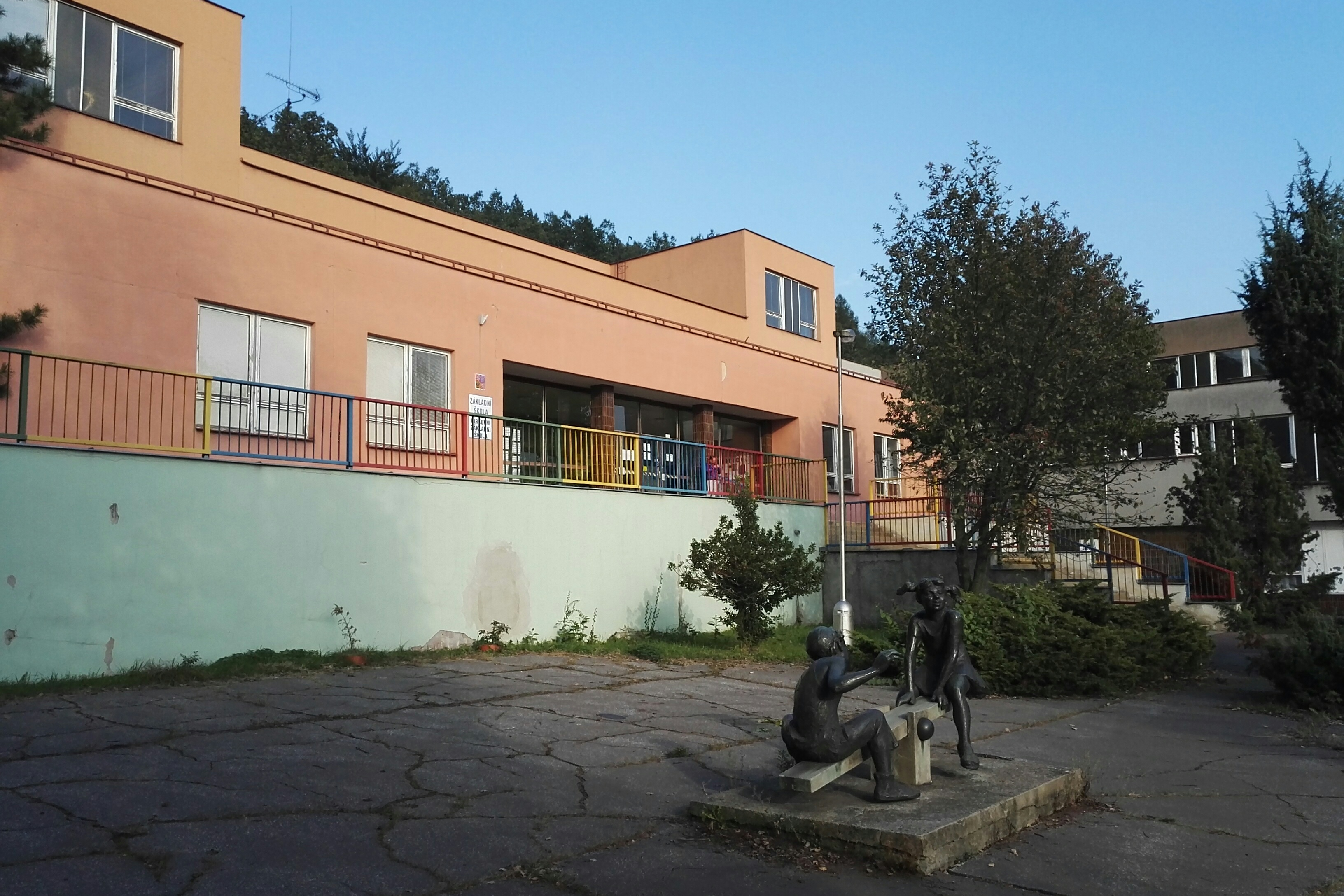
Kościelna Szkoła Podstawowa w Trzyńcu

Śląski Kościół Ewangelicki Augsburskiego Wyznania prowadzi następujące placówki oświatowe:
- Kościelne Przedszkole w Bystrzycy[74].
- Kościelne Przedszkole i Szkoła Podstawowa w Trzyńcu[75]

Diakonia Śląska pozostaje organem prowadzącym przedszkola i szkoły przeznaczone dla dzieci ze specjalnymi potrzebami edukacyjnymi. Należą do nich:
- Przedszkole i Szkoła Podstawowa w Boguminie[76]
- Przedszkole i Szkoła Podstawowa w Czeskim Cieszynie[77]
- Przedszkole, Szkoła Podstawowa i Szkoła Średnia w Karniowie[78]
- Przedszkole, Szkoła Podstawowa i Szkoła Średnia w Karwinie[79]
- Szkoła Podstawowa i Średnia w Ostrawie[80]

Podstawową formą aktywności edukacyjnej SCEAV jest katecheza szkolna i wewnątrzkościelna. Nauka religii realizowana jest na poziomie przedszkolnym (o charakterze międzywyznaniowym) oraz szkolnym (wyznaniowym). Lekcje religii ewangelickiej w 2019 odbywały się w 87 placówkach oświatowych.
Katecheza wewnątrzkościelna realizowana jest poprzez prowadzenie szkółek niedzielnych, nauki przed- i pokonfirmacyjnej, kół młodzieży starszej oraz parafialnej katechezy dla dorosłych. Organizowane są obozy letnie o charakterze ewangelizacyjnym dla dzieci i młodzieży.
W 1993 w wyniku podpisania umowy między Wydziałem Pedagogicznym Uniwersytetu Ostrawskiego a Śląskim Kościołem Ewangelickim działalność rozpoczęła Katedra Wychowania Chrześcijańskiego, która prowadzi studia uprawniające do nauczania religii w szkołach podstawowych oraz drugiego przedmiotu, wybieranego przez studentów. Zajęcia ogólne oraz pedagogiczne prowadzone są przez wykładowców uniwersytetu, natomiast teologiczne i społeczno-religijne – przez duchownych oraz nauczycieli będących wiernymi SCEAV. W 2003 katedra stała się częścią Katedry Nauk Społecznych Wydziału Pedagogicznego.
Również w 1993 powstała pierwsza klasa o profilu chrześcijańskim w Szkole Podstawowej nr 6 w Trzyńcu. Utworzona została w ramach eksperymentu z inicjatywy dyrektora placówki, Jana Bocka, członka SCEAV. Nauka w klasie odbywała się na podstawie państwowego programu edukacyjnego dla szkoły podstawowej, uwzględniającego jednak zasady wychowania chrześcijańskiego oraz poszerzonego o większą liczbę godzin religii i zaliczeniem jej do przedmiotów obowiązkowych. Większość nauczycieli w tych klasach stanowili członkowie Kościoła śląskiego. Początkowo prawie wszyscy uczniowie tych klas należeli do SCEAV, w późniejszym czasie były to też dzieci z rodzin katolickich oraz innych Kościołów. W roku szkolnym 2002/2003 do dziewięciu klas o tym profilu uczęszczało 180 dzieci, co stanowiło przeszło piątą część wszystkich uczniów szkoły. Klasy te były miejscem praktyk studentów Katedry Wychowania Chrześcijańskiego Uniwersytetu Ostrawskiego. Decyzją władz oświatowych klasy chrześcijańskie zostały zlikwidowane w 2004 jako zakończenie eksperymentu.

## Działalność wydawnicza
Publikacje wydawane przez Śląsko Kościół Ewangelicki przeważnie mają charakter dwujęzyczny, systematycznie jednak zwiększa się liczba pozycji czeskojęzycznych. Publikowany jest „Evangelický kalendář – Kalendarz Ewangelicki”, poświęcony tematyce religijnej i historii ewangelicyzmu na Śląsku Cieszyńskim. Kolejnym czasopismem dwujęzycznym jest „Přítel – Przyjaciel” (do 2002 „Přítel lidu – Przyjaciel Ludu”) poruszający sprawy bieżące Kościoła oraz problematykę religijną i przemian w strukturze narodowościowej wiernych. Magazynem informacyjnym jest „Informátor Slezské diakonie – Informator Diakonii Śląskiej”, który wydawany jest od 1995 i poświęcony pracy Diakonii Śląskiej. Wydawany jest także dwumiesięcznik „Kam?” dla młodzieży, gdzie przeważają artykuły w języku czeskim. W 2000 Społeczność Chrześcijańska rozpoczęła wydawanie pisma „IDEA” mającego charakter ewangelicko-formacyjny. Każdego roku publikowane są też broszury innych organizacji kościelnych, podsumowujące ich działalność, dostępne również w formie elektronicznej na stronach internetowych.
Po 1989 Kościół skupiony jest na wydawnictwach o charakterze religijnym. Do najważniejszych należy ukazanie się w 1997 wspólnie z Kościołem Ewangelicko-Augsburskim w RP, Kościołem Ewangelicko-Reformowanym w RP i Luterańskim Kościołem Ewangelickim Wyznania Augsburskiego nowego Śpiewnika Ewangelickiego. Kancjonał ten zawiera 950 pieśni w języku polskim. W 2005 wydano natomiast czeski Evangelický kancionál, we współpracy z Luterańskim Kościołem Ewangelickim Wyznania Augsburskiego.

## Współpraca z innymi Kościołami
SCEAV jest członkiem Światowej Rady Kościołów, Konferencji Kościołów Europejskich i Światowej Federacji Luterańskiej.
Biskup Vladislav Volný został dwukrotnie wybrany na przewodniczącego Ekumenicznej Rady Kościołów w Republice Czeskiej.
Kościół jest jednym z najaktywniejszych członków Sławkowskiej Inicjatywy Pojednania. Uczestniczy w Spotkaniach Ewangelików Czterech Narodów, wspólnemu przedsięwzięciu Kościołów ewangelickich z Czech, Polski, Niemiec i Słowacji. Organizowany jest Dzień Ewangelicki, razem z Kościołami partnerskimi. Jako najlepsze w całej historii Kościoła określane są stosunki z Ewangelickim Kościołem Czeskobraterskim i Kościołem Braterskim. Następuje również rozwój współpracy z Kościołem rzymskokatolickim, czego skutkiem jest podpisanie porozumienia o wzajemnym uznaniu chrztu oraz działalność wspólnej inicjatywy w postaci Stowarzyszenia Inteligencji Chrześcijańskiej. Po latach sporów też do nawiązania współpracy z Luterańskim Ewangelickim Kościołem Augsburskiego Wyznania.
Współpracuje także z Kościołem Ewangelickim Wyznania Augsburskiego na Słowacji, Ewangelicko-Luterańskim Kościołem Krajowym Brunszwiku, Samodzielnym Kościołem Ewangelicko-Luterańskim w Niemczech oraz Kościołem Ewangelicko-Luterańskim w Ameryce.